# منتخب إنجلترا للكريكت
منتخب إنجلترا للكريكت هو المنتخب الذي يمثل إنجلترا وويلز في المنافسات الدولية لرياضة الكريكت، ويقوم اتحاد إنجلترا للكريكت بإدارة شؤونه، ويعتبر من أقوى منتخبات الكريكت في العالم حيث أنه تمكن من الوصول لمرتبة الوصيف في كأس العالم للكريكيت ثلاث مرات، ويحتل حالياً المركز السادس في التصنيف العالمي لمنتخبات الكريكت.
يمثل فريق الكريكيت الإنجليزي إنجلترا وويلز في لعبة الكريكيت الدولية منذ عام 1997، أصبح يحكمها مجلس إنجلترا وويلز للكريكيت (ECB)، بعد أن كان يحكمها سابقًا نادي مارليبون للكريكت (MCC) في عام 1903.
وإنجلترا ذات عضوية كاملة في المجلس الدولي للكريكيت (ICC) مع وضع Test وOne Day International (ODI) وTwenty20 International (T20I)
ولعب اللاعبون الاسكتلنديون والأيرلنديون أيضًا مع إنجلترا لأن تلك الدول لم تكن بعد أعضاء في المحكمة الجنائية الدولية في حد ذاتها.
كانت إنجلترا وأستراليا أول فريق يلعبان مباراة تجريبية (15-19 مارس 1877)، وإلى جانب جنوب إفريقيا، شكلت هذه الدول المؤتمر الإمبراطوري للكريكيت (سلف مجلس الكريكيت الدولي اليوم) في 15 يونيو 1909، لعبت إنجلترا وأستراليا أيضًا أول مباراة ODI في 5 يناير 1971. تم لعب أول T20I في إنجلترا في 13 يونيو 2005، مرة أخرى ضد أستراليا، اعتبارًا من 11 ديسمبر 2021، لعبت إنجلترا 1041 مباراة تجريبية، وفازت بـ 378 وخسرت 312 (مع 351 تعادلًا). في سلسلة الاختبارات ضد أستراليا، تلعب إنجلترا مع The Ashes، أحد أشهر الجوائز في جميع الرياضات، وقد فازوا بالجرعة في 32 مناسبة. لعبت إنجلترا أيضًا 760 مباراة ODI وفازت بها 383. لقد احتلوا أيضًا المركز الثاني في بطولتي أبطال الكريكيت (2004 و 2013). لعبت إنجلترا 143 T20Is، وفازت بـ 75. فازوا بكأس العالم للكريكت ICC T20 في عام 2010، وكانوا الوصيفين في عام 2016.
اعتبارًا من 12 نوفمبر 2021، احتلت إنجلترا المرتبة الرابعة في الاختبارات، والثانية في ODIs والأول في T20Is من قبل ICC.

## تاريخ
تأتي أول حادثة مسجلة لفريق يدعي تمثيل إنجلترا في 9 يوليو 1739 عندما لعب فريق «عموم إنجلترا»، والذي يتكون من 11 رجلًا من أي جزء من إنجلترا باستثناء كينت، ضد «مقاطعة كينت غير القابلة للقهر» وخسر بهامش «عدد قليل جدًا من الشقوق». تكررت مثل هذه المباريات في مناسبات عديدة في أفضل جزء من قرن.
في عام 1846 قام ويليام كلارك بتشكيل فريق All-England Eleven . تنافس هذا الفريق في النهاية ضد أحد عشر فريقًا في جميع أنحاء إنجلترا ، حيث أقيمت مباريات سنوية بين عامي 1847 و 1856. يمكن القول إن هذه المباريات كانت أهم مسابقة في الموسم الإنجليزي إذا تم الحكم عليها من خلال جودة اللاعبين.

## جولات مبكرة

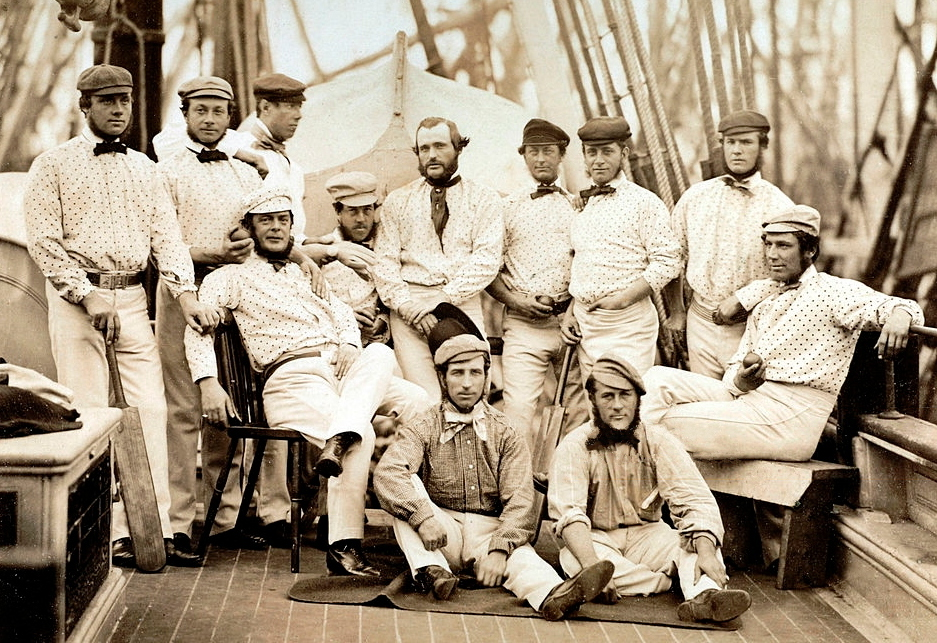
فريق 1859 الإنجليزي إلى أمريكا الشمالية.

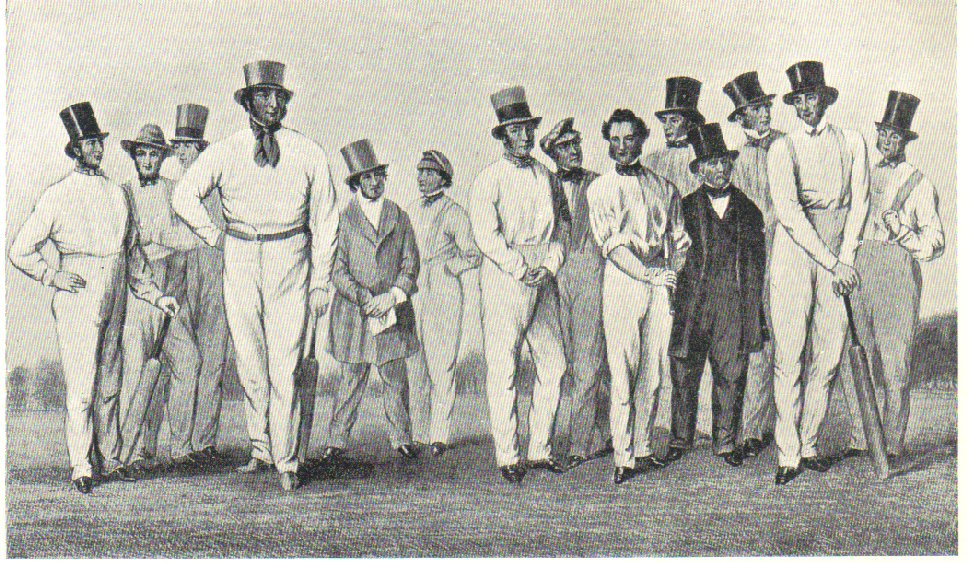
إنجلترا عام 1846

حدثت أول جولة خارجية في سبتمبر 1859 حيث قامت إنجلترا بجولة في أمريكا الشمالية. كان هذا الفريق يضم ستة لاعبين من All-England Eleven وستة من United All-England Eleven وقادهم جورج بار.
مع اندلاع الحرب الأهلية الأمريكية، تحول الاهتمام إلى مكان آخر. زار السياح الإنجليز أستراليا في 1861-1862 مع هذه الجولة الأولى التي تم تنظيمها كمشروع تجاري من قبل السادة سبايرز آند بوند، أصحاب المطاعم في ملبورن. كانت معظم المباريات التي تم لعبها خلال الجولات قبل عام 1877 «ضد الصعاب»، حيث قدم الفريق المنافس أكثر من 11 لاعباً لتقديم مسابقة أكثر توازناً. كانت هذه الجولة الأسترالية الأولى في الغالب ضد احتمالات 18/11 على الأقل.

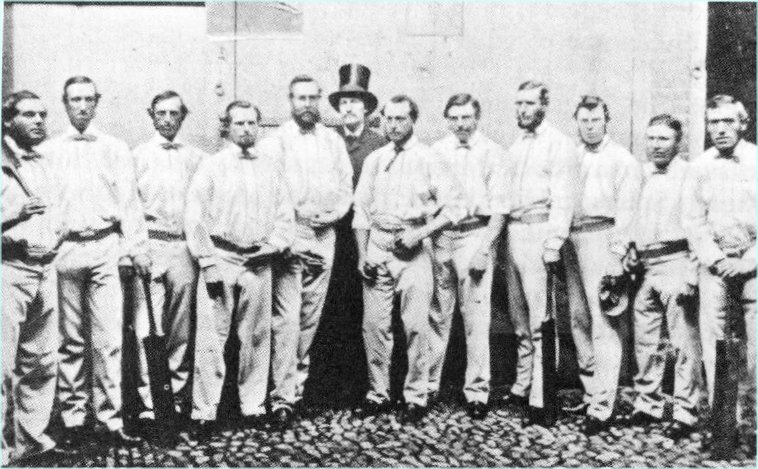
أول فريق إنجلترا يقوم بجولة في جنوب أستراليا في 1861-1862

كانت الجولة ناجحة جدًا لدرجة أن بار قاد جولة ثانية في 1863-1864 . قاد جيمس ليليوايت فريق إنجلترا اللاحق الذي أبحر على متن باخرة P&O Poonah في 21 سبتمبر 1876. لقد لعبوا تشكيلة أسترالية مجمعة، لمرة واحدة على أساس 11 لاعبًا في كل جانب. أصبحت المباراة، التي بدأت في 15 مارس 1877 في ملعب ملبورن للكريكيت ، بمثابة مباراة الاختبار الافتتاحية. فاز الأسترالي الحادي عشر مجتمعين بمباراة الاختبار هذه بفارق 45 مرة ، وسجل تشارلز بانرمان من أستراليا أول قرن اختبار. في ذلك الوقت، تمت ترقية المباراة لتصبح XI لجيمس ليليوايت ضد فيكتوريا ونيو ساوث ويلز . لعبت الفرق مباراة العودة على نفس الأرض في عيد الفصح، 1877، عندما انتقم فريق Lillywhite من خسارتهم بفوزهم بأربعة ويكيت. جرت أول مباراة تجريبية على الأراضي الإنجليزية في عام 1880 وانتصرت إنجلترا؛ كانت هذه هي المرة الأولى التي ترسل فيها إنجلترا فريقًا تمثيليًا بالكامل مع تضمين WG Grace في الفريق.

## ثمانينيات القرن التاسع عشر

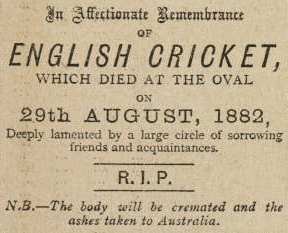
نُشر إشعار الوفاة في صحيفة The Sporting Times التي أطلقت اسم الرماد لأول مرة.

خسرت إنجلترا أول سلسلة محلية لها 1-0 في عام 1882، مع طباعة صحيفة The Sporting Times نعيًا على لعبة الكريكيت الإنجليزية:

نتيجة لهذه الخسارة، أطلق قائد إنجلترا إيفو بليغ على جولة 1882-1883 لقب «السعي لاستعادة الرماد». فازت إنجلترا، بمزيج من الهواة والمحترفين، بالمجموعة 2-1. وقدم بليغ مع جرة التي تحتوي قالت بعض الرماد، والتي كانت مختلفة لتكون ذات بكفالة، الكرة أو حتى الحجاب للمرأة، وذلك الرماد ولدت. ثم لعبت المباراة الرابعة التي فازت فيها أستراليا بأربعة ويكيت. ومع ذلك، لم يتم اعتبار المباراة جزءًا من سلسلة Ashes. سيطرت إنجلترا على العديد من هذه المسابقات المبكرة حيث فازت إنجلترا بسلسلة آشز 10 مرات بين عامي 1884 و 1898. خلال هذه الفترة، لعبت إنجلترا أيضًا أول مباراة تجريبية لها ضد جنوب إفريقيا في عام 1889 في بورت إليزابيث.

### 1890
فازت إنجلترا بسلسلة 1890 Ashes 2-0، وكانت المباراة الثالثة من السلسلة هي أول مباراة اختبار يتم التخلي عنها. خسرت إنجلترا 2-1 في سلسلة 1891-1892، على الرغم من أن إنجلترا استعادت الجرة في العام التالي. فازت إنجلترا مرة أخرى بسلسلة 1894-1895، وفازت 3-2 تحت قيادة أندرو ستودارت. في 1895-1896، لعبت إنجلترا دور جنوب إفريقيا، وفازت بجميع الاختبارات في هذه السلسلة. كانت سلسلة 1899 Ashes هي أول جولة قام فيها مركز عملائي والمقاطعات بتعيين لجنة اختيار. كان هناك ثلاثة لاعبين نشطين: جريس، اللورد هوك وكابتن وارويكشاير هيربرت بينبريدج. قبل ذلك، تم اختيار فرق إنجلترا للاختبارات المنزلية من قبل النادي الذي كان من المقرر أن تُلعب المباراة على أرضه. خسرت إنجلترا سلسلة Ashes عام 1899 1-0، مع ظهور Grace الأخير في الاختبار في المباراة الأولى من السلسلة.

### القرن العشرين
شهدت بداية القرن العشرين نتائج متباينة لإنجلترا حيث خسرت أربعة من أصل ثماني سلاسل آشز بين عامي 1900 و 1914. خلال هذه الفترة، خسرت إنجلترا سلسلتها الأولى ضد جنوب إفريقيا في موسم 1905–06 موسم 4–1 حيث تعثرت الضربات.
فقدت إنجلترا سلسلة أولى من القرن الجديد لصالح أستراليا في 1901–02 Ashes. فازت أستراليا أيضًا بسلسلة 1902، والتي لا تُنسى في لعبة الكريكيت المثيرة، بما في ذلك سجل جيلبرت جيسوب قرن اختبار في 70 دقيقة فقط. استعادت إنجلترا الرماد في عام 1904 تحت قيادة بيلهام وارنر. سجل RE Foster 287 هدفًا في أول ظهور له وأخذ ويلفريد رودس 15 ويكيت في المباراة. في 1905–06، خسرت إنجلترا 4-1 أمام جنوب إفريقيا. انتقمت إنجلترا من الهزيمة في عام 1907، عندما فازت بالمجموعة 1-0 تحت قيادة فوستر. ومع ذلك، فقد خسروا سلسلة آشز 1909 ضد أستراليا، ورفعوا دعوى قضائية ضد 25 لاعباً في هذه العملية. خسرت إنجلترا أيضًا أمام جنوب إفريقيا، حيث سجل جاك هوبز أول أهدافه من 15 قرناً في الجولة.

### عقد 1910
قامت إنجلترا بجولة في أستراليا في 1911-12 وتغلبت على خصومها 4-1. ضم الفريق أمثال رودس وهوبس وفرانك وولي وسيدني بارنز. خسرت إنجلترا المباراة الأولى من السلسلة لكنها عادت وفازت في الاختبارات الأربعة التالية. ثبت أن هذا هو آخر مسلسل Ashes قبل الحرب.
شهد موسم 1912 مشاركة إنجلترا في تجربة فريدة من نوعها. أقيمت بطولة ثلاثية من تسعة اختبارات شاركت فيها إنجلترا وجنوب إفريقيا وأستراليا. تم إعاقة المسلسل بسبب صيف رطب للغاية ومع ذلك، تم اعتبار البطولة فاشلة حيث ذكرت صحيفة الديلي تلغراف :
مع إرسال أستراليا لفريق ضعيف وعدم فعالية لاعبي البولينج الجنوب أفريقيين، سيطرت إنجلترا على البطولة وفازت بأربع من مبارياتها الست. تمت زيارة المباراة بين أستراليا وجنوب إفريقيا في لوردز من قبل الملك جورج الخامس، وهي المرة الأولى التي يشاهد فيها العاهل الحاكم اختبار لعبة الكريكيت. ذهبت إنجلترا في جولة أخرى قبل اندلاع الحرب العالمية الأولى، بفوزها على جنوب إفريقيا 4-0، حيث حصل بارنز على 49 ويكيت في السلسلة.

### عشرينيات القرن الماضي
كانت المباراة الأولى لإنجلترا بعد الحرب في موسم 1920–21 ضد أستراليا. ما زلت تشعر بآثار الحرب، انزلقت إنجلترا إلى سلسلة من الهزائم الساحقة وعانت من أول تبرئة لها بعد خسارة السلسلة 5-0. سجل ستة أستراليين المئات بينما قامت مايلي بتدوير 36 ضاربًا إنجليزيًا. لم تكن الأمور أفضل في سلسلة Ashes القليلة التالية التي فقدت سلسلة Ashes عام 1921 3–0 و 1924–25 Ashes 4–1. تغيرت حظوظ إنجلترا في عام 1926 عندما استعادوا الرماد وكانوا فريقًا هائلاً خلال هذه الفترة أرسلوا أستراليا 4-1 في جولة آشيز 1928-1929.
في نفس العام، أصبحت جزر الهند الغربية رابع دولة تُمنح حالة الاختبار ولعبت مباراتها الأولى ضد إنجلترا. فازت إنجلترا كل من هذه الاختبارات الثلاثة بفارق شوط، وأعرب عن رأي في الصحف أن الارتفاع كانوا قد أثبتت خطأ على الرغم من أن لييري قسطنطين فعل الضعف في هذه الجولة. في موسم 1929 - 30، ذهبت إنجلترا في جولتين متزامنتين مع فريق واحد ذهب إلى نيوزيلندا (الذين حصلوا على حالة الاختبار في وقت سابق من ذلك العام) والآخر إلى جزر الهند الغربية. على الرغم من إرسال فريقين منفصلين، فازت إنجلترا بكلتا الجولتين بفوزها على نيوزيلندا 1-0 وجزر الهند الغربية 2-1.

### الثلاثينيات

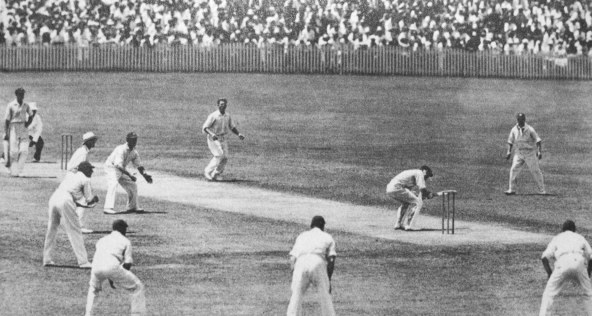
بيل وودفول يتهرب من كرة Bodyline. لاحظ عدد لاعبي جانب الساق.

شهدت سلسلة Ashes عام 1930 سيطرة دون برادمان الشاب على الجولة، حيث سجل 974 نقطة في سبع جولات تجريبية. سجل 254 في لوردز و 334 في هيدنجلي و 232 في ذا أوفال. استعادت أستراليا فريق Ashes بالفوز بالمسلسل 3-1. نتيجة لإحراز برادمان الغزير في الأهداف، اختار كابتن إنجلترا دوجلاس جاردين تطوير نظرية الساق الموجودة بالفعل إلى نظرية الساق السريعة، أو خط الجسم، كتكتيك لإيقاف برادمان. تضمنت نظرية الساق السريعة بولينج الكرات السريعة مباشرة على جسم رجل المضرب. سيحتاج رجل المضرب للدفاع عن نفسه، وإذا لمس الكرة بالمضرب، فإنه يخاطر بأن يلقى القبض عليه من قبل عدد كبير من لاعبي الميدان على جانب الساق.

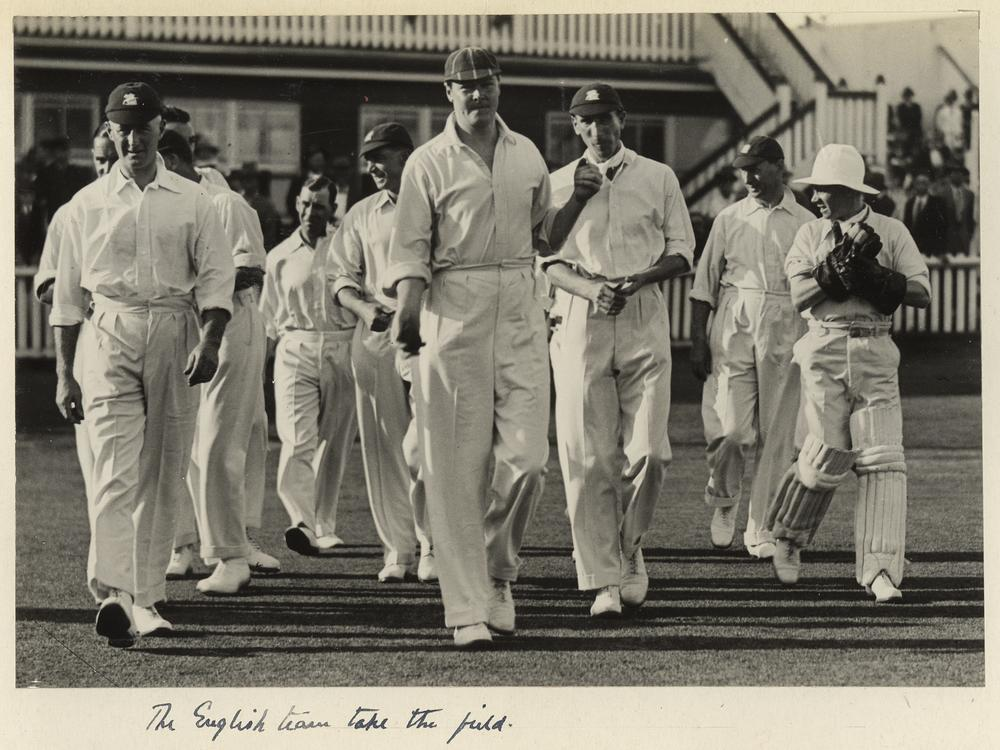
فريق الكريكيت الإنجليزي في المباراة التجريبية التي أقيمت في أرض المعارض في بريسبان. فازت إنجلترا بالمباراة بهامش قياسي بلغ 675 نقطة.

باستخدام نظرية الساق السريعة Jardine ، فازت إنجلترا بسلسلة Ashes التالية 4-1، لكن الشكاوى المتعلقة بتكتيك Bodyline تسببت في اضطراب الجماهير في الجولة، والتهديدات بالعمل الدبلوماسي من مجلس الكريكيت الأسترالي، والذي أرسل خلال الجولة البرقية التالية إلى مركز عملائي في لندن:
في وقت لاحق، تمت إزالة Jardine من الكابتن وتغيير قوانين لعبة الكريكيت بحيث لا يُسمح بأكثر من كرة سريعة واحدة موجهة إلى الجسم في كل مرة، وتم حظر وجود أكثر من اثنين من لاعبي الميدان خلف الساق المربعة.
كانت جولة إنجلترا التالية للهند في موسم 1933–34 أول مباراة اختبارية تقام في شبه القارة الهندية. كانت السلسلة أيضًا جديرة بالملاحظة بالنسبة لستان نيكولز ونوبي كلارك للبولينج العديد من الحراس لدرجة أن رجل المضرب الهندي كان يرتدي شعر مستعار شمسي بدلاً من القبعات لحماية أنفسهم.
فازت أستراليا في عام 1934 بسلسلة Ashes 2-1 واحتفظت بالجرّة لمدة 19 عامًا. كان العديد من الويكيت في ذلك الوقت ودودًا لرجال المضرب مما أدى إلى نسبة كبيرة من المباريات التي انتهت بالتعادلات عالية الدرجات والعديد من سجلات الضرب.
رسمت إنجلترا رسم الرماد عام 1938، مما يعني أن أستراليا احتفظت بالجرّة. دخلت إنجلترا المباراة النهائية من السلسلة في The Oval 1-0، لكنها فازت بالمباراة الأخيرة بجولة و 579 جولة. حقق Len Hutton أعلى درجة اختبار على الإطلاق من قبل رجل إنجليزي، حيث حقق 364 في أول جولة في إنجلترا لمساعدتهم على الوصول إلى 903، وهي أعلى نتيجة على الإطلاق ضد أستراليا.
شهدت جولة جنوب إفريقيا بين عامي 1938 و 1939 تجربة أخرى حيث كان الاختبار الحاسم اختبارًا خالدًا تم إجراؤه حتى النهاية. تقدم منتخب إنجلترا 1-0 في المباراة النهائية الخالدة في ديربان. على الرغم من أن الاختبار النهائي كان `` خالدًا '' ، فقد انتهت المباراة بالتعادل بعد 10 أيام حيث كان على إنجلترا اللحاق بالقطار للحاق بالقارب إلى المنزل. تم تسجيل 1,981 جولة، وتم التخلي عن مفهوم الاختبارات الخالدة. ذهبت إنجلترا في جولة أخيرة واحدة في جزر الهند الغربية في عام 1939 قبل الحرب العالمية الثانية، على الرغم من أن فريقًا لجولة في الهند تم اختياره على أمل أكثر من توقع المباريات التي ستُلعب.

### الأربعينيات
استؤنفت لعبة الكريكيت التجريبية بعد الحرب في عام 1946، وفازت إنجلترا بمباراتها الأولى ضد الهند. ومع ذلك، فقد كافحوا في سلسلة آشيز 1946-47، وخسروا 3-0 في أستراليا تحت قيادة والي هاموند. فازت إنجلترا على جنوب إفريقيا 3-0 في عام 1947 وسجل دينيس كومبتون 1187 نقطة في السلسلة.
سلسلة 1947-48 ضد جزر الهند الغربية كانت خيبة أمل أخرى لإنجلترا، حيث خسر الفريق 2-0 بعد إصابة العديد من اللاعبين الرئيسيين. عانت إنجلترا من مزيد من الإذلال ضد جانب برادمان الذي لا يقهر في سلسلة آشز عام 1948. تم إسقاط Hutton بشكل مثير للجدل للاختبار الثالث، وتم إقصاء إنجلترا مقابل 52 فقط في The Oval. أثبت المسلسل أنه سلسلة آشز النهائية لبرادمان.
في 1948-1949، فازت إنجلترا على جنوب إفريقيا 2-0 تحت قيادة جورج مان. تضمنت السلسلة رقمًا قياسيًا يبلغ 359 بين Hutton وCyril Washbrook . انتهى العقد برسم إنجلترا لسلسلة الاختبارات ضد نيوزيلندا، حيث انتهت كل مباراة بالتعادل.

### الخمسينيات
تغيرت حظوظهم في جولة Ashes 1953 حيث فازوا بالمسلسل 1-0. لم تخسر إنجلترا سلسلة بين جولاتها في أستراليا 1950-51 و 1958-59 وحصلت على انتصار مشهور في 1954-55 تحت قيادة لين هوتون، وذلك بفضل فرانك تايسون الذي كان 6/85 في سيدني و 7/27 في ملبورن. تذكرت بأنها أسرع لعبة بولينج على الإطلاق في أستراليا. تم تذكر سلسلة عام 1956 لبولينج جيم لاكر الذي حصل على 46 ويكيت بمتوسط 9.62، بما في ذلك أرقام 19/90 في أولد ترافورد. بعد التعادل إلى جنوب إفريقيا، هزمت إنجلترا جزر الهند الغربية ونيوزيلندا بشكل مريح.
ثم غادر فريق إنجلترا إلى أستراليا في موسم 1958-59 مع فريق تم الترحيب به باعتباره الأقوى على الإطلاق الذي غادر في جولة Ashes لكنه خسر السلسلة 4-0 حيث كان الأستراليون المتجددون لريتشي بينود أقوياء للغاية، مع إنجلترا تكافح مع الخفافيش طوال المسلسل.
في 24 أغسطس 1959، قامت إنجلترا بتبييض الهند بنسبة 5-0 فقط. الكل مقابل 194 في The Oval ، خسرت الهند الاختبار الأخير من خلال الأدوار. كان كل من لاعب المضرب الإنجليزي كين بارينجتون وكولين كاودري يمتلكان سلسلة ممتازة مع الخفاش، حيث سجل بارينجتون 357 نقطة عبر السلسلة وسجل كاودري 344 نقطة.

### الستينيات
كانت أوائل ومنتصف الستينيات فترات سيئة للكريكيت الإنجليزي. على الرغم من قوة إنجلترا على الورق، احتفظت أستراليا بجزر الرماد وسيطرت جزر الهند الغربية على إنجلترا في الجزء الأول من العقد. تنحى ماي كقائد في عام 1961 بعد هزيمة آشز عام 1961.
خلفه تيد ديكستر كقائد لكن إنجلترا استمرت في المعاناة من نتائج غير مبالية. في 1961-1962، هزموا باكستان، لكنهم خسروا أيضًا أمام الهند. شهد العام التالي التعادل بين إنجلترا وأستراليا في سلسلة آشز 1962–63، 1–1، مما يعني أن أستراليا احتفظت بالجرّة. على الرغم من هزيمتها لنيوزيلندا 3-0، خسرت إنجلترا أمام جزر الهند الغربية، وفشلت مرة أخرى في بطولة آشز عام 1964، وخسرت سلسلة المنزل 1-0، والتي كانت بمثابة نهاية لقيادة دكستر.
ومع ذلك، من 1968 إلى 1971 لعبوا 27 مباراة اختبار متتالية دون هزيمة، وفازوا 9 ورسموا 18 (بما في ذلك الاختبار المهجور في ملبورن في 1970-1971). بدأ التسلسل عندما تعادلوا مع أستراليا في لوردز في الاختبار الثاني لسلسلة آشز عام 1968 وانتهى في عام 1971 عندما فازت الهند في الاختبار الثالث في ذا أوفال بأربعة ويكيت. لقد لعبوا 13 اختبارًا بهزيمة واحدة فقط مسبقًا مباشرة، وبالتالي لعبوا ما مجموعه 40 اختبارًا متتاليًا بهزيمة واحدة فقط، يرجع تاريخها إلى انتصارهم في الأدوار على جزر الهند الغربية في ذا أوفال في عام 1966. خلال هذه الفترة تغلبوا على نيوزيلندا والهند وجزر الهند الغربية وباكستان، واستعادوا الرماد من أستراليا في 1970–71 بقيادة راي إلينجورث.

### السبعينيات
يمكن تقسيم السبعينيات، بالنسبة لفريق إنجلترا، إلى ثلاثة أجزاء. في وقت مبكر من العقد، سيطر فريق Illingworth على لعبة الكريكيت العالمية، وفاز بالرماد في عام 1971 ثم احتفظ به في المنزل في عام 1972. فاز نفس الفريق على باكستان على أرضه في عام 1971 ولعب إلى حد بعيد أفضل لعبة كريكيت ضد الهند في ذلك الموسم. ومع ذلك، ساعد المطر إلى حد كبير إنجلترا في التسلل إلى سلسلة باكستان 1-0 ولكن نفس المطر أنقذ الهند مرتين وشهد انهيار إنجلترا خسارة أمام الهند. ومع ذلك، كان هذا أحد أقوى فرق إنجلترا على الإطلاق (إن لم يكن) مع أمثال إلينجورث وجيفري بويكوت وجون إدريش وباسل دي أوليفيرا ودينيس أميس وآلان نوت وجون سنو وديريك أندروود.
كان منتصف السبعينيات أكثر اضطرابًا. رفض إيلينجورث والعديد من الأشخاص الآخرين القيام بجولة في الهند في 1972-1973 مما أدى إلى صخب بشأن وظيفة إيلينجورث بنهاية ذلك الصيف. - كانت إنجلترا قد هُزمت للتو 2-0 على يد فريق جزر الهند الغربية الملتهب - مع العديد من لاعبي إنجلترا الذين تزيد أعمارهم عن 35 عامًا. كان مايك دينيس هو الخيار المفاجئ ولكنه لم يستمر سوى 18 شهرًا. كانت نتائجه ضد المعارضة الضعيفة جيدة، لكن إنجلترا تعرضت للخطر مع تقدم العمر وعدم وجود لعبة بولينج سريعة جيدة ضد الأستراليين 1974-75، وخسروا تلك السلسلة 4-1 ليخسروا الرماد.
تم استبدال دينيس في عام 1975 من قبل توني جريج. بينما نجح في تجنب الخسارة أمام أستراليا، تعرض فريقه للسحق إلى حد كبير في العام التالي من قبل جزر الهند الغربية الشابة والقادمة للغاية والتي كانت ملاحظة جريج سيئة السمعة بمثابة دافع لها. كانت أفضل ساعة لجريج هي على الأرجح فوز 1976–77 على الهند في الهند. عندما تم اكتشاف أن Greig يلعب دورًا أساسيًا في بطولة العالم للكريكيت، تم إقالته وحل محله مايك برييرلي.
أظهر جانب بريرلي مرة أخرى المبالغة التي يتم التحدث بها غالبًا عندما يهيمن جانب واحد في لعبة الكريكيت. بينما احتوى فريقه في الفترة 1977-80 على بعض اللاعبين الشباب الذين أصبحوا عظماء إنجلترا، وأبرزهم قادة المستقبل إيان بوثام وديفيد جاور وغراهام جوتش، غالبًا ما كان خصومهم أضعف كثيرًا بسبب غياب لاعبيهم في بطولة العالم، خاصة في 1978، عندما فازت إنجلترا على نيوزيلندا 3-0 وباكستان 2-0 قبل أن تسحق ما كان في الواقع ثاني 11 أستراليا 5-1 في 1978-79.

### الثمانينيات
لم يكن فريق إنجلترا، مع خروج برييرلي في عام 1980، مستقرًا حقًا طوال الثمانينيات، والتي من المحتمل أن يتم تذكرها على أنها نقطة منخفضة للفريق. في حين أن بعض اللاعبين العظماء مثل بوثام وجوتش وجوير كان لديهم وظائف جيدة، إلا أن الفريق نادرًا ما نجح في التغلب على معارضة جيدة طوال العقد ولم يسجل فوزًا في اختبار المنزل (باستثناء ضد مينوس سريلانكا) بين سبتمبر 1985 ويوليو 1990.
تولى بوثام القيادة في عام 1980 وخاضوا معركة جيدة ضد جزر الهند الغربية، وخسروا خمس مباريات من سلسلة الاختبارات 1-0، على الرغم من أن إنجلترا كانت متواضعة في سلسلة الإياب. بعد تسجيله زوجًا في الاختبار الأول ضد أستراليا، خسر بوثام شارة القيادة بسبب شكله السيئ، وتم استبداله ببريرلي. عاد بوثام إلى الشكل ولعب بشكل استثنائي في الفترة المتبقية من السلسلة، وحصل على لقب رجل المباراة في الاختبارات الثالثة والرابعة والخامسة. أصبحت السلسلة معروفة باسم رماد بوثام حيث سجلت إنجلترا انتصارًا 3-1.
تولى كيث فليتشر منصب قائد الفريق في عام 1981، لكن إنجلترا خسرت سلسلته الأولى في مواجهة الهند. تولى بوب ويليس منصب قائد الفريق في عام 1982 وحقق انتصارات على الهند وباكستان، لكنه خسر فريق الرماد بعد أن حسمت أستراليا السلسلة 2-1. استضافت إنجلترا كأس العالم في عام 1983 ووصلت إلى الدور نصف النهائي، لكن شكلها التجريبي ظل ضعيفًا، حيث عانوا من الهزائم ضد نيوزيلندا وباكستان وجزر الهند الغربية.
تولى جاور منصب القائد في عام 1984 وقاد الفريق للفوز 2-1 على الهند. واصلوا الفوز في عام 1985 Ashes 3-1، على الرغم من أنه بعد ذلك جاء أداء سيئًا. أدت الهزيمة أمام جزر الهند الغربية إلى إضعاف ثقة الفريق، وخسروا أمام الهند 2-0. في عام 1986، تم تعيين ميكي ستيوارت كأول مدرب لمنتخب إنجلترا بدوام كامل. فازت إنجلترا على نيوزيلندا، ولكن كان هناك أمل ضئيل في احتفاظهم بالرماد في 1986-87. ومع ذلك، على الرغم من وصفهم بالفريق الذي «لا يستطيع المضرب، ولا يستطيع الركض، ولا يستطيع الميدان»، فقد واصلوا الفوز بالمسلسل 2-1.
بعد خسارة سلسلة متتالية ضد باكستان، سحبت إنجلترا سلسلة اختبار ثلاث مباريات ضد نيوزيلندا 0-0. وصلوا إلى نهائي كأس العالم 1987، لكنهم خسروا بسبعة أشواط ضد أستراليا. بعد خسارة 4-0 أمام جزر الهند الغربية، خسرت إنجلترا آشز أمام أستراليا التي استعادت نشاطها بقيادة آلان بوردر. مع حظر أمثال Gooch بعد جولة للمتمردين في جنوب إفريقيا، عانى الفريق الإنجليزي بمظهر جديد من الهزيمة مرة أخرى ضد جزر الهند الغربية، على الرغم من أن هذه المرة بهامش 2-1.

### التسعينيات
إذا كانت الثمانينيات نقطة منخفضة في لعبة الكريكيت الإنجليزية، فإن التسعينيات كانت مجرد تحسن طفيف. دفع وصول Gooch كقائد في عام 1990 إلى مزيد من الاحتراف واللياقة بشكل خاص على الرغم من أن الأمر استغرق بعض الوقت حتى تموت العادات القديمة. حتى في عام 2011، ظهر لاعب أو لاعبان ناجحان في المقاطعة على أنهما غير لائقين جسديًا للكريكيت الدولي. تبع الأداء الجدير بالثقة ضد الهند ونيوزيلندا في عام 1990 تعادلًا صعبًا ضد جزر الهند الغربية عام 1991 وأداء قوي في كأس العالم للكريكيت عام 1992 حيث أنهى فريق إنجلترا المركز الثاني في كأس العالم للمرة الثانية على التوالي، ولكن أظهرت الخسائر التاريخية أمام أستراليا في 1990-1991 وخاصة باكستان في عام 1992 أداءً سيئًا لإنجلترا من حيث البولينج. كانت لعبة بولينج إنجلترا سيئة للغاية في عام 1993 لدرجة أن رود مارش وصف هجوم إنجلترا السريع في وقت ما بأنه «رماة الفطائر». بعد أن خسر ثلاثة من الاختبارات الأربعة الأولى التي أجريت في إنجلترا عام 1993، استقال Gooch ليحل محله مايكل أثيرتون.
كثرت المزيد من المشاكل الانتقائية خلال فترة حكم أثيرتون حيث تولى الرئيس الجديد للمنتخبين والمدرب راي إلينجورث (ثم في الستينيات من عمره) المسؤولية الكاملة عن الفريق خارج الملعب. تم التخلي عن سياسة الشباب التي شهدت خروج إنجلترا من جولة جزر الهند الغربية في 1993-1994 ببعض الائتمان (على الرغم من الخسارة لفريق Windies المخضرم) واستمر لاعبون مثل Gatting و Gooch حتى في الثلاثينيات والأربعينيات من العمر. استمرت إنجلترا في الأداء الجيد على أرضها ضد خصوم أضعف مثل الهند ونيوزيلندا وجزر الهند الغربية التي بدأت في التلاشي لكنها كافحت بشدة ضد منتخبات متطورة مثل باكستان وجنوب إفريقيا. عرض أثرتون استقالته بعد خسارة 1997 Ashes series 3–2 بعد أن كان 1-0 بعد مباراتين - استقال في نهاية المطاف في سلسلة واحدة في وقت لاحق في أوائل عام 1998. بحثت إنجلترا عن موهبة وخاضت مجموعة كاملة من اللاعبين الجدد خلال هذه الفترة، مثل روني إيراني وآدم هوليواك وكريغ وايت وغرايم هيك ومارك رامبراكاش. في هذا الوقت، كانت هناك مشكلتان رئيسيتان:
- عدم وجود لاعب متعدد المستويات حقيقي للمضرب في السادسة، ترك بوثام فجوة كبيرة في ترتيب الضرب عندما تقاعد من الاختبارات في عام 1992.
- أليك ستيوارت، حارس الويكيت السليم ولاعب ممتاز في لعبة البولينج السريع، لم يتمكن من فتح الويكيت والاحتفاظ به، ومن ثم كان يضغط على الترتيب، حيث تعرض غالبًا للدوران الذي لم يلعبه أيضًا.

تولى ستيوارت زمام القيادة كقائد في عام 1998، لكن سلسلة أخرى خاسرة من آشز وخروج مبكر من كأس العالم كلفته تيست وكابتن فريق ODI في عام 1999. لا ينبغي أن ينتقص هذا من سلسلة الاختبارات المنزلية 1998 حيث أظهرت إنجلترا ثباتًا كبيرًا للفوز على منتخب جنوب إفريقيا القوي 2-1.
سبب آخر لأدائهم السيئ هو مطالب فرق كاونتي كريكيت على لاعبيهم، مما يعني أن إنجلترا نادراً ما تستطيع تشكيل فريق كامل القوة في جولاتهم. أدى هذا في النهاية إلى تولي البنك المركزي الأوروبي المسؤولية من هيئة تحدي الألفية باعتبارها الهيئة الحاكمة لإنجلترا وتنفيذ العقود المركزية. شهد عام 1992 أيضًا قطع العلاقات بين اسكتلندا وفريق إنجلترا وويلز ، والبدء في التنافس باسم المنتخب الوطني الاسكتلندي.
بحلول عام 1999، مع استقالة المدرب ديفيد لويد بعد الخروج من كأس العالم وتعيين الكابتن الجديد ناصر حسين للتو ، وصلت إنجلترا إلى الحضيض (تم تصنيفها حرفيًا على أنها الدولة الاختبارية الأقل تصنيفًا) بعد خسارتها 2-1 أمام نيوزيلندا بطريقة خاسرة. تم إطلاق صيحات الاستهجان على حسين على الشرفة البيضاوية حيث سخر الجمهور «لدينا أسوأ فريق في العالم» على أنغام «لقد حصل على العالم كله بين يديه».

### الألفينات
تم تثبيت العقود المركزية - لتقليل أعباء عمل اللاعبين - وبعد وصول مدرب زيمبابوي دنكان فليتشر، سحق إنجلترا جزر الهند الغربية الساقطة 3-1 . تحسنت نتائج إنجلترا في آسيا في ذلك الشتاء مع انتصارات متسلسلة على كل من باكستان وسريلانكا. كان لفريق حسين ميزة أقوى بكثير ، حيث تجنب "Greenwash" المتوقع في سلسلة Ashes 2001 ضد الفريق الأسترالي القوي. كانت النواة تتجمع ببطء مع بدء اختيار لاعبين مثل حسين نفسه وغراهام ثورب ودارين جوف وآشلي جايلز بانتظام. بحلول عام 2003، بعد أن تحمل آشز مرة أخرى بالإضافة إلى خروج آخر من الدور الأول من كأس العالم، استقال حسين من منصب قائد الفريق بعد اختبار واحد ضد جنوب إفريقيا.
تولى مايكل فوغان المسؤولية ، مع تشجيع اللاعبين على التعبير عن أنفسهم. فازت إنجلترا بخمس سلاسل اختبارات متتالية قبل مواجهة أستراليا في سلسلة Ashes 2005 ، مما أدى بالفريق إلى المركز الثاني في جدول بطولة ICC Test Championship. وخلال هذه الفترة هزم إنجلترا جزر الهند الغربية المنزل وبعيدا، نيوزيلندا، وبنغلاديش في المنزل، وجنوب أفريقيا في جنوب أفريقيا. في يونيو 2005، لعبت إنجلترا أول مباراة دولية لها على الإطلاق في T20 ، وهزمت أستراليا بفارق 100 نقطة. في وقت لاحق من ذلك العام ، هزمت إنجلترا أستراليا 2-1 في سلسلة مثيرة لاستعادة الرماد لأول مرة منذ 16 عامًا ، بعد أن فقدتها في عام 1989. بعد فوز Ashes 2005، عانى الفريق من سلسلة من الإصابات الخطيرة للاعبين الرئيسيين مثل Vaughan و Giles وAndrew Flintoff وSimon Jones . نتيجة لذلك ، خضع الفريق لفترة انتقالية إجبارية. الهزيمة 2-0 في باكستان أعقبها مباراتان خارج أرضهما مع الهند وسريلانكا.
في فوز سلسلة اختبار المنزل على باكستان في يوليو وأغسطس 2006، ظهر العديد من اللاعبين الجدد الواعدين. كان أبرزها هو لاعب كرة القدم الأرثوذكسي ذو الذراع اليسرى مونتي بانيسار، وهو أول سيخ يلعب لعبة الكريكيت التجريبية لإنجلترا ، ورجل المضرب الأيسر أليستر كوك. كانت سلسلة Ashes 2006-2007 متوقعة بشدة وكان من المتوقع أن توفر مستوى من المنافسة يضاهي سلسلة 2005. في هذا الحدث ، خسرت إنجلترا ، بقيادة فلينتوف الذي كان ينوب عن فوغان المصاب ، جميع الاختبارات الخمسة لتتسلم أول عملية تبييض من الرماد منذ 86 عامًا.
في كأس العالم للكريكيت لعام 2007 ، خسرت إنجلترا أمام معظم الدول التي واجهتها في اختبار اللعب ، بفوزها فقط على جزر الهند الغربية وبنغلاديش، على الرغم من أنها تجنبت الهزيمة من قبل أي من الدول التي لا تخضع للاختبار. ومع ذلك ، فإن الطبيعة المتواضعة لمعظم انتصاراتهم في البطولة ، إلى جانب الهزائم الثقيلة أمام نيوزيلندا وأستراليا وجنوب إفريقيا ، جعلت العديد من المعلقين ينتقدون الطريقة التي تعامل بها فريق إنجلترا مع مباراة اليوم الواحد. استقال المدرب دنكان فليتشر بعد ثماني سنوات في المنصب نتيجة لذلك وخلفه مدرب ساسكس السابق بيتر موريس.
في 2007-08، قامت إنجلترا بجولة في سريلانكا ونيوزيلندا، وخسرت السلسلة الأولى 1-0 وفازت في الثانية 2-1. تمت متابعة هذه السلسلة في المنزل في مايو 2008 بفوز 2-0 على أرضه ضد نيوزيلندا، مع النتائج التي خففت الضغط على موريس - الذي لم يكن مرتاحًا مع فريقه ، ولا سيما نجم المضرب كيفن بيترسن. خلف بيترسن فوغان كقائد في يونيو 2008، بعد أن هُزمت إنجلترا جيدًا على أرضها على أرضها. وصلت العلاقة الضعيفة بين الاثنين إلى ذروتها في جولة 2008-2009 إلى الهند. خسرت إنجلترا السلسلة 1-0 واستقال كلا الرجلين من مناصبهما ، على الرغم من بقاء بيترسن عضوًا في فريق إنجلترا. تم استبدال موريس كمدرب من قبل الزيمبابوي آندي فلاور. على هذه الخلفية ، قامت إنجلترا بجولة في جزر الهند الغربية تحت قيادة أندرو شتراوس وفقدت سلسلة الاختبار 1-0 في أداء مخيب للآمال.
ظهرت سلسلة Ashes عام 2009 في أول مباراة تجريبية تم لعبها في ويلز ، في صوفيا جاردنز، كارديف. تعادل المنتخب الإنجليزي في المباراة بفضل وقوفه في الويكيت الأخير للاعبي البولينج جيمس أندرسون وبانيسار. يتبع فوز كل فريق قبل أن تقرر المسلسل في The Oval. بفضل لعبة البولينج الرائعة التي قدمها ستيوارت برود وغرايم سوان والقرن الأول لجوناثان تروت، استعادت إنجلترا لعبة الرماد.

### 2010

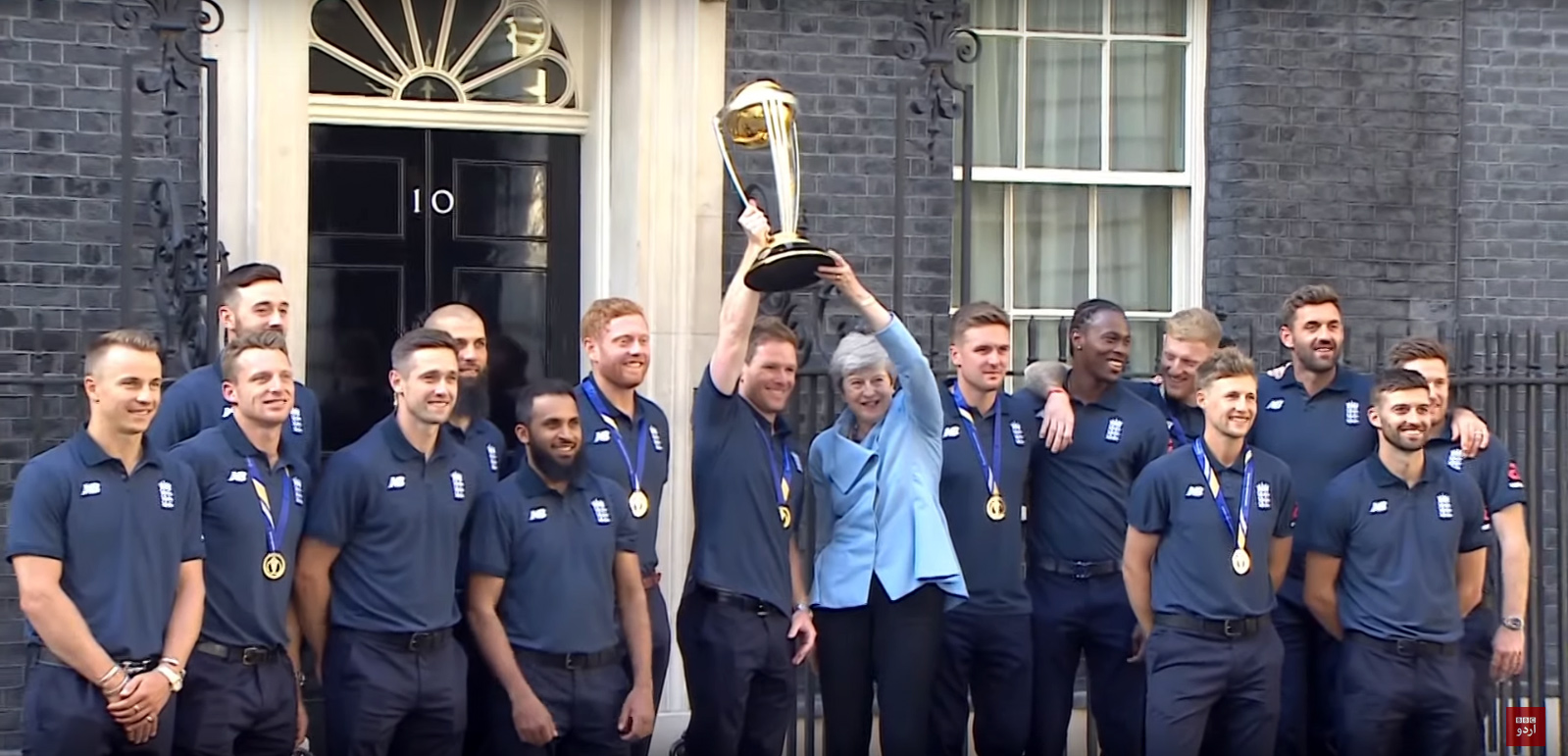
الفريق الفائز بكأس العالم 2019 مع رئيسة الوزراء تيريزا ماي

بعد سلسلة من الاختبارات التي تم إجراؤها في جنوب إفريقيا، فازت إنجلترا بأول بطولة عالمية لها على الإطلاق في بطولة العالم للكريكيت الدولية ، 2010 World Twenty20 ، بفوزها بسبعة ويكيت على أستراليا في باربادوس. في الشتاء التالي في 2010-11 Ashes ، تغلبوا على أستراليا 3-1 للاحتفاظ بالجرار وسجلوا أول فوز لهم في سلسلة في أستراليا لمدة 24 عامًا. علاوة على ذلك ، كانت جميع انتصاراتهم الثلاثة من خلال أدوار - وهي المرة الأولى التي يسجل فيها فريق متجول ثلاثة انتصارات في سلسلة اختبار واحدة. حصل كوك على رجل السلسلة بـ 766 مرة.
كافحت إنجلترا لمطابقة شكلها التجريبي في كأس العالم للكريكيت 2011 . على الرغم من فوزها على جنوب إفريقيا وتعادلها مع الهند الفائزة في نهاية المطاف ، عانت إنجلترا من خسارة مفاجئة أمام أيرلندا وبنغلاديش قبل أن تخسر في ربع النهائي أمام سريلانكا. ومع ذلك ، استمر الشكل الممتاز للفريق في ساحة المباراة التجريبية وفي 13 أغسطس 2011، أصبحوا الفريق الاختباري الأعلى تصنيفًا في العالم بعد أن قاموا بتبييض الهند 4-0 بشكل مريح، وانتصارهم السادس على التوالي في السلسلة والثامن في السلسلة التسع الماضية. ومع ذلك ، استمر هذا الوضع لمدة عام فقط - بعد أن خسرت 3-0 أمام باكستان خلال الشتاء ، هُزمت إنجلترا 2-0 من قبل جنوب إفريقيا، التي حلت محلها في قمة الترتيب. كانت هذه أول خسارة لهم في سلسلة ألعابهم على أرضهم منذ عام 2008، أمام نفس الخصم.
شهدت هذه الخسارة استقالة شتراوس كقائد (وتقاعده من لعبة الكريكيت). كوك ، الذي كان مسؤولاً بالفعل عن فريق ODI ، حل محل شتراوس وقاد إنجلترا للفوز 2-1 في الهند - وهو أول فوز لهم في البلاد منذ 1984-85. وبذلك ، أصبح أول كابتن يسجل قرونًا في اختباراته الخمسة الأولى كقائد وأصبح صانع القرن الرائد في إنجلترا بعد 23 قرناً من اسمه.

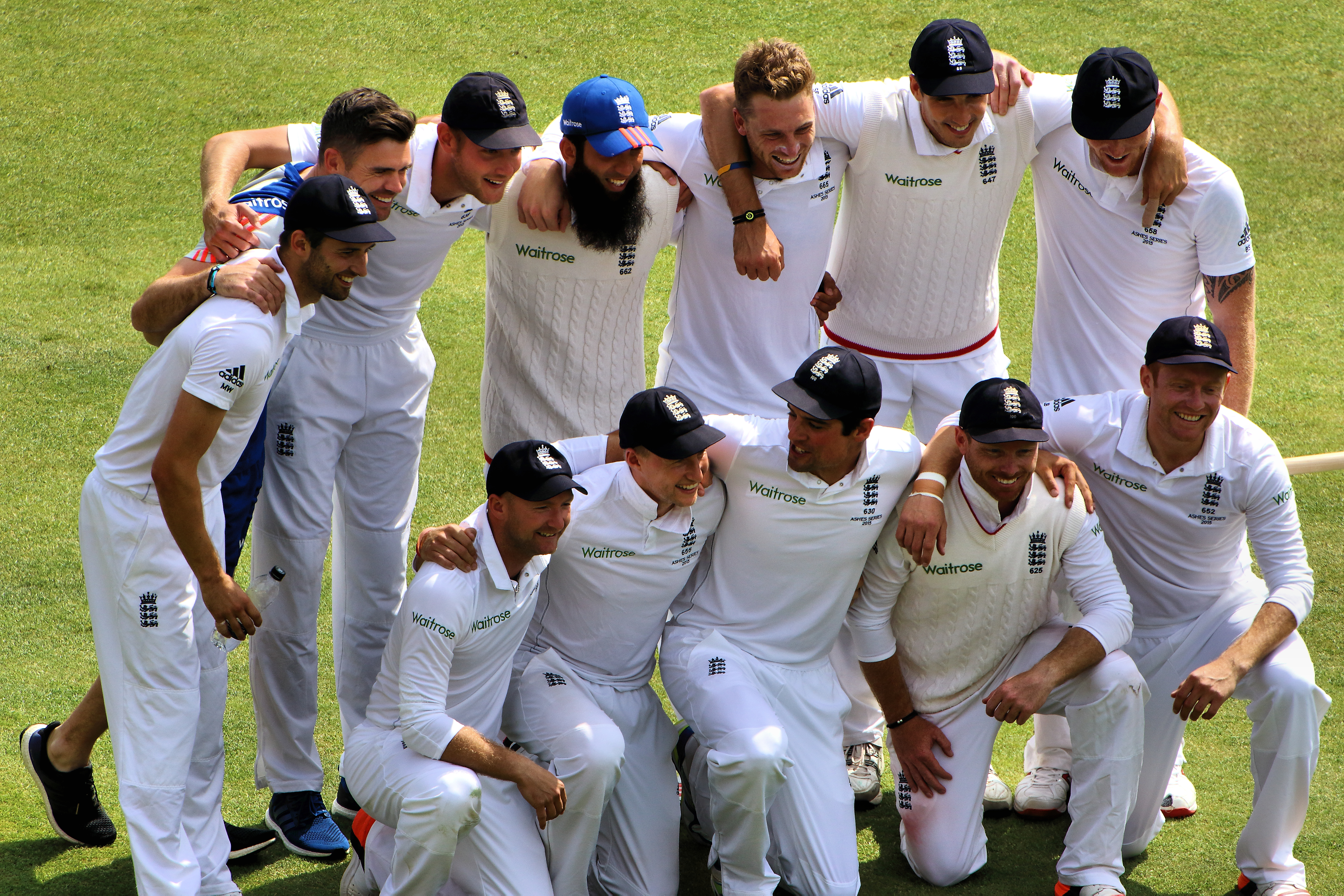
يحتفل فريق إنجلترا بالفوز على أستراليا في سلسلة Ashes 2015

بعد الانتهاء من المركز الثاني في كأس أبطال الكريكيت، واجهت إنجلترا أستراليا في سلسلة متتالية من آشز. فوز 3-0 على أرضه ضمّن إنجلترا الجرة للمرة الرابعة في خمس سلاسل. ومع ذلك ، في سلسلة العودة، وجدوا أنفسهم محطمين تمامًا في هزيمة 5-0، وهو التبييض الثاني من Ashes في أقل من عقد. تفاقم بؤسهم بسبب مغادرة رجل المضرب جوناثان تروت للجولة في وقت مبكر بسبب مرض مرتبط بالتوتر وتقاعد العداء غرايم سوان في منتصف السلسلة. بعد الجولة ، استقال المدرب الرئيسي فلاور من منصبه بينما تم استبعاد بيترسن إلى أجل غير مسمى من فريق إنجلترا. تم استبدال فلاور بسلفه موريس ، لكنه أقيل للمرة الثانية بعد سلسلة من النتائج المخيبة للآمال بما في ذلك الفشل في التقدم من دور المجموعات في كأس العالم 2015 . تم استبداله بالأسترالي تريفور بايليس  الذي أشرف على تحسن الشكل في جانب ODI ، بما في ذلك سلسلة الانتصارات ضد نيوزيلندا وباكستان. في ساحة الاختبار ، استعادت إنجلترا رماد 3-2 في صيف 2015.
دخلت إنجلترا كأس العالم للكريكيت 2019 كمرشحين، بعد أن احتلت المركز الأول في ODI من قبل ICC لأكثر من عام قبل البطولة. لكن الهزائم المفاجئة أمام باكستان وسريلانكا خلال دور المجموعات جعلتهما على وشك الإقصاء ويحتاجان للفوز في آخر مباراتين أمام الهند ونيوزيلندا لضمان التأهل إلى نصف النهائي. تم تحقيق ذلك ، وأعادوا حملتهم إلى المسار الصحيح ، وحقق فوزهم بثمانية ويكيت على أستراليا في نصف النهائي في إدجباستون ، مما يعني أن إنجلترا كانت في أول نهائي لها في كأس العالم منذ عام 1992. في المباراة النهائية ضد نيوزيلندا في لورد وصفت بأنها واحدة من أكبر والأكثر إثارة المباريات في تاريخ لعبة الكريكيت، حيث يصفها البعض بأنها «أكبر ODI في التاريخ»،  على حد سواء في مباراة ولاحق سوبر أكثر تعادلت ، بعد أن وصلت إنجلترا إلى النهائي خلال أدوارها 14 مرة خلف مجموع نيوزيلندا. فازت إنجلترا بفضل تسجيلها المزيد من الحدود طوال المباراة ، وحصلت على لقبها الأول في كأس العالم في ظهورها النهائي الرابع.

## النتائج الأخيرة
|                       | الصفحة الرئيسية                                      | الصفحة الرئيسية                                     | الصفحة الرئيسية                                     | بعيد                                                | بعيد                                                | بعيد                                                 |
|                       | اختبار                                               | يوم واحد الدولية                                    | Twenty20 الدولية                                    | اختبار                                              | يوم واحد الدولية                                    | Twenty20 الدولية                                     |
| فازت المباراة الأخيرة | الاختبار الثالث ضد الهند 2021                        | مباراة ODI الثالثة ضد باكستان 2021                  | الثالث T20I ضد سريلانكا 2021                        | الاختبار الأول ضد الهند 2021                        | مباراة ODI الثانية ضد الهند 2021                    | المجموعة الأولى ضد سريلانكا 2021                     |
| خسر المباراة الأخيرة  | الاختبار الرابع ضد الهند 2021                        | مباراة ODI الثالثة ضد أستراليا 2020                 | 3rd T20I ضد أستراليا 2020                           | الاختبار الرابع ضد الهند 2021                       | مباراة ODI الثالثة ضد الهند 2021                    | المجموعة الأولى ضد جنوب إفريقيا 2021                 |
| فازت آخر سلسلة        | باكستان 2020                                         | باكستان 2021                                        | سريلانكا 2021                                       | سريلانكا 2020–21                                    | سريلانكا 2018-19                                    | جنوب أفريقيا 2020–21                                 |
| فقدت آخر سلسلة        | نيوزيلندا 2021                                       | أستراليا 2020                                       | الهند 2018                                          | الهند 2020–21                                       | الهند 2020–21                                       | الهند 2020–21                                        |
| -                     | المصدر: ESPNcricinfo.com . آخر تحديث: 6 سبتمبر 2021. | المصدر: ESPNcricinfo.com . آخر تحديث: 9 يوليو 2021. | المصدر: ESPNcricinfo.com . آخر تحديث: 9 يوليو 2021. | المصدر: ESPNcricinfo.com . آخر تحديث: 22 مارس 2021. | المصدر: ESPNcricinfo.com . آخر تحديث: 1 أبريل 2021. | المصدر: ESPNcricinfo.com . آخر تحديث: 8 نوفمبر 2021. |

1. ↑  The result of the series against India in 2021  [لغات أخرى]‏ is undecided: India left the tour whilst leading 2–1, with the final Test rearranged for 2022.

## المباريات القادمة
كما هو مبين من قبل المحكمة الجنائية الدولية برنامج جولات المستقبل الصورة، وفيما يلي جدول مباريات إنجلترا كاملة الدولية حتى نهاية الموسم 2021-22 الدولي.

### شتاء 2021-2022
- أكتوبر إلى نوفمبر: 2021 بطولة كأس العالم لكرة القدم للرجال T20
- تشرين الثاني (نوفمبر) إلى كانون الثاني (يناير): فريق الكريكيت الإنجليزي في أستراليا في 2021-2022 لخمس اختبارات (2021-22 سلسلة Ashes)
- مارس: فريق الكريكيت الإنجليزي في جزر الهند الغربية في 2021-2022 لإجراء اختبارين وثلاثة اختبارات T20I

### صيف 2022
- يونيو: فريق الكريكيت النيوزيلندي في إنجلترا عام 2022 لإجراء ثلاثة اختبارات
- يوليو: فريق الكريكيت الهندي في إنجلترا في عام 2022 لثلاثة مراكز ODI وثلاثة T20I
- يوليو إلى سبتمبر: فريق الكريكيت الجنوب أفريقي في إنجلترا في عام 2022 لثلاثة اختبارات وثلاثة ODIs وثلاثة T20I

## الهيئة الإدارية
مجلس إنجلترا وويلز للكريكيت (ECB) هو الهيئة الإدارية للكريكيت الإنجليزي وفريق الكريكيت الإنجليزي. يعمل مجلس الإدارة منذ 1 يناير 1997 ويمثل إنجلترا في المجلس الدولي للكريكيت. البنك المركزي الأوروبي مسؤول أيضًا عن توليد الدخل من بيع التذاكر والرعاية وحقوق البث ، في المقام الأول فيما يتعلق بفريق إنجلترا. بلغ دخل البنك المركزي الأوروبي في السنة التقويمية 2006 77 جنيهًا إسترلينيًا مليون. قبل عام 1997، كان مجلس Test and County Cricket Board (TCCB) هو الهيئة الإدارية للفريق الإنجليزي. بصرف النظر عن المباريات الاختبارية ، عند القيام بجولة في الخارج ، لعب فريق إنجلترا رسميًا دور MCC حتى تشمل جولة أستراليا 1976–77، مما يعكس الوقت الذي كان فيه MCC مسؤولاً عن اختيار الطرف المتجول. كانت آخر مرة ارتدى فيها فريق الجولات في إنجلترا ألوان لحم الخنزير المقدد والبيض لمركز تحدي الألفية في جولة نيوزيلندا 1996-1997.

### مكانة ويلز
تاريخياً ، مثل فريق إنجلترا بريطانيا العظمى بأكملها في لعبة الكريكيت الدولية ، حيث لعبت الفرق الوطنية الاسكتلندية أو الويلزية بشكل متقطع واللاعبين من كلا البلدين يمثلون إنجلترا أحيانًا. أصبحت اسكتلندا عضوًا مستقلاً في المحكمة الجنائية الدولية في عام 1994، بعد أن قطعت الروابط مع TCCB قبل ذلك بعامين.
تم توجيه انتقادات إلى مجلس إنجلترا وويلز للكريكيت باستخدام اسم إنجلترا فقط أثناء استخدام اللاعبين الويلزيين   مثل سايمون وجيريانت جونز. مع سعي اللاعبين الويلزيين إلى مهن دولية حصريًا مع فريق إنجلترا ، كان هناك عدد من الدعوات لويلز لتصبح عضوًا مستقلاً في ICC ، أو للبنك المركزي الأوروبي لتوفير المزيد من المباريات للمنتخب الوطني الويلزي. ومع ذلك ، فقد دعم كل من Cricket Wales وGlamorgan County Cricket Club باستمرار البنك المركزي الأوروبي ، حيث جادل Glamorgan بالمزايا المالية لمقاطعة ويلز ضمن الهيكل الإنجليزي ، وصرح Cricket Wales أنهم «ملتزمون بالاستمرار في لعب دور رئيسي داخل البنك المركزي الأوروبي» 
شهد غياب فريق الكريكيت الويلزي عددًا من المناقشات داخل ويلز سينيد. في عام 2013، شهد نقاش بين أعضاء حزب العمال والمحافظين تقديم دعمهم لإنشاء فريق ويلز مستقل.
في عام 2015، عكس تقرير صادر عن لجنة الالتماسات التابعة للجمعية الوطنية الويلزية الجدل الدائر حول هذه القضية. جادل بيثان جنكينز، المتحدث باسم بلايد سيمرو بشأن التراث والثقافة والرياضة والبث وعضو في لجنة الالتماسات ، بأن ويلز يجب أن يكون لها فريق دولي خاص بها وتنسحب من البنك المركزي الأوروبي. وأشار جينكينز إلى أن أيرلندا (يبلغ عدد سكانها 6.4 مليون) عضوًا في ICC مع 6000 لاعب في النادي بينما ويلز (مع 3 مليون) 7500. قال جينكينز: «يقول كل من Cricket Wales و Glamorgan CCC إن فكرة فريق الكريكيت الوطني الويلزي هي 'موضوع عاطفي' ، بالطبع وجود فريق وطني هو أمر مثير للانفعالات ، ما عليك سوى النظر إلى المدرجات خلال أي مباراة وطنية لمعرفة ذلك. إن اقتراح هذا على أنه أي شيء بخلاف الطبيعي هو نوع من الحجة المضللة.» 
في عام 2017، دعت الوزيرة الأولى لويلز، كاروين جونز ، إلى إعادة تقديم الفريق الويلزي ليوم واحد قائلة: «[من] الغريب أننا نرى أيرلندا واسكتلندا يلعبان في البطولات الدولية وليس ويلز.» 

## ألوان الفريق
| فترة      | الشركة المصنعة للمجموعة | الراعي القميص |
| --------- | ----------------------- | ------------- |
| 1994-1996 |                         | تتلي المر     |
| 1996-1998 | اسيكس                   | تتلي المر     |
| 1998-2000 | اسيكس                   | فودافون       |
| 2000-2008 | أميرال                  | فودافون       |
| 2008-2010 | شركة اديداس             | فودافون       |
| 2010-2014 | شركة اديداس             | بريت للتأمين  |
| 2014-2017 | شركة اديداس             | ويتروز        |
| 2017-2021 | الرصيد الجديد           | ناتويست       |
| 2021–     | الرصيد الجديد           | سهل جدا       |

في فبراير 2021، أعلن مجلس الكريكيت في إنجلترا وويلز أن شريك إنجلترا الرئيسي NatWest قد تم استبداله بـ Cinch ، وهو سوق للسيارات المستعملة عبر الإنترنت. تم تصنيع معدات إنجلترا بواسطة New Balance ، التي حلت محل الشركة المصنعة السابقة Adidas في أبريل 2017.
عند لعب لعبة Test cricket ، يظهر على بياض لعبة الكريكيت الإنجليزي شارة الأسود الثلاثة على يسار القميص واسم الراعي Cinch في المنتصف. قد يرتدي اللاعبون الإنجليز قبعة زرقاء داكنة أو قبعة شمسية بيضاء عليها شعار البنك المركزي الأوروبي في المنتصف. الخوذ أيضا ملونة باللون الأزرق الداكن. قبل عام 1997، كان الزي يرتدي شعار أسد TCCB وجذوعه على الزي الرسمي ، بينما كانت الخوذات والبلوزات والقبعات تحمل شعار الأسود الثلاثة.
في لعبة الكريكيت المحدودة، تتميز قمصان ODI و Twenty20 الإنجليزية بشعار Cinch عبر الوسط ، مع شارة الأسود الثلاثة على يسار القميص وشعار New Balance على اليمين. في ODIs ، يتكون الطقم من قميص أزرق مع بنطلون كحلي ، في حين أن طقم Twenty20 يتكون من قميص أحمر وبنطلون أزرق داكن. في دورات المجلس الدولي للكريكيت المحدودة (ICC)، يتم استخدام تصميم طقم معدل مع انتقال شعار الراعي إلى الكم وطباعة «إنجلترا» على الجهة الأمامية.
على مر السنين ، تم تدوير مجموعة أدوات ODI الإنجليزية بين درجات مختلفة من اللون الأزرق (مثل اللون الأزرق الباهت المستخدم حتى منتصف التسعينيات ، عندما تم استبداله باللون الأزرق الساطع)  مع اللون الأحمر العرضي عدة.
في أبريل 2017، أعاد البنك المركزي الأوروبي السترة التقليدية المحبوكة بالكابلات لمباريات اختبارية في إطار مورد جديد New Balance.

## تاريخ البطولة
|  | ابطال         |
|  | الوصيف        |
|  | المكان الثالث |
|  | المركز الرابع |

   تشير إلى البطولات التي تم لعبها داخل إنجلترا 

### بطولة ICC العالمية للاختبار
| سجل بطولة ICC World Test |              |              |              |              |              |               |               |               |               |               |              |              |              |              |              |                  |       |                |
| عام                      | مرحلة الدوري | مرحلة الدوري | مرحلة الدوري | مرحلة الدوري | مرحلة الدوري | مرحلة الدوري  | مرحلة الدوري  | مرحلة الدوري  | مرحلة الدوري  | مرحلة الدوري  | مرحلة الدوري | مرحلة الدوري | مرحلة الدوري | مرحلة الدوري | مرحلة الدوري | المضيف النهائي   | نهائي | المركز النهائي |
| عام                      | Pos          | سلسلة        | سلسلة        | سلسلة        | سلسلة        | اعواد الكبريت | اعواد الكبريت | اعواد الكبريت | اعواد الكبريت | اعواد الكبريت | PC           | PCT          | RpW Ratio    | Ded          | Pts          | المضيف النهائي   | نهائي | المركز النهائي |
| عام                      | Pos          | P            | W            | L            | D            | P             | W             | L             | D             | T             | PC           | PCT          | RpW Ratio    | Ded          | Pts          | المضيف النهائي   | نهائي | المركز النهائي |
| 2019-21                  | 4/9          | 6            | 4            | 1            | 1            | 21            | 11            | 7             | 3             | 0             | 720          | 61.4٪        | 1.120        | 0            | 442          | روز بول، إنجلترا | DNQ   | الرابعة        |
| 2021 - 23                |              |              |              |              |              |               |               |               |               |               |              |              |              |              |              |                  |       |                |

### كأس العالم للكريكيت
| World Cup record | World Cup record | World Cup record | World Cup record | World Cup record | World Cup record | World Cup record | World Cup record | World Cup record |           |
| Year             | Round            | Position         | GP               | W                | L                | T                | NR               | Win %            |           |
| ---------------- | ---------------- | ---------------- | ---------------- | ---------------- | ---------------- | ---------------- | ---------------- | ---------------- | --------- |
| 1975             | Semi-final       | 3/8              | 4                | 3                | 1                | 0                | 0                | 75.00            |           |
| 1979             | Runners-up       | 2/8              | 5                | 4                | 1                | 0                | 0                | 80.00            |           |
| 1983             | Semi-final       | 3/8              | 7                | 5                | 2                | 0                | 0                | 71.43            |           |
| 1987             | Runners-up       | 2/8              | 8                | 5                | 3                | 0                | 0                | 62.50            |           |
| 1992             | Runners-up       | 2/9              | 10               | 6                | 3                | 0                | 1                | 66.67            |           |
| 1996             | Quarter-final    | 8/12             | 6                | 2                | 4                | 0                | 0                | 33.33            |           |
| 1999             | Pool stage       | 8/12             | 5                | 3                | 2                | 0                | 0                | 60.00            |           |
| 2003             | Pool stage       | 9/14             | 6                | 3                | 3                | 0                | 0                | 50.00            |           |
| 2007             | Super 8          | 5/16             | 9                | 5                | 4                | 0                | 0                | 55.55            |           |
| 2011             | Quarter-final    | 7/14             | 7                | 3                | 3                | 1                | 0                | 50.00            |           |
| 2015             | Pool stage       | 10/14            | 6                | 2                | 4                | 0                | 0                | 33.33            |           |
| 2019             | Champions        | 1/10             | 11               | 8                | 3                | 0                | 0                | 68.18            |           |
| 2023             | Qualified        | Qualified        | Qualified        | Qualified        | Qualified        | Qualified        | Qualified        | Qualified        | Qualified |
| Total            | 1 title          | 12/12            | 84               | 49               | 33               | 1                | 1                | 58.33            |           |

* نسبة الفوز لا تستبعد أي نتائج وتحسب التعادل نصف انتصار.

### كأس العالم ICC T20
| سجل كأس العالم T20 | سجل كأس العالم T20 | سجل كأس العالم T20 | سجل كأس العالم T20 | سجل كأس العالم T20 | سجل كأس العالم T20 | سجل كأس العالم T20 | سجل كأس العالم T20 | سجل كأس العالم T20 |
| عام                | مستدير             | موضع               |                    |                    |                    |                    |                    | يفوز ٪             |
| ------------------ | ------------------ | ------------------ | ------------------ | ------------------ | ------------------ | ------------------ | ------------------ | ------------------ |
| </img> 2007        | سوبر 8             | 7/12               | 5                  | 1                  | 4                  | 0                  | 0                  | 20.00              |
| </img> 2009        | سوبر 8             | 6/12               | 5                  | 2                  | 3                  | 0                  | 0                  | 40.00              |
| </img> 2010        | ابطال              | 1/12               | 7                  | 5                  | 1                  | 0                  | 1                  | 83.33              |
| </img> 2012        | سوبر 8             | 6/12               | 5                  | 2                  | 3                  | 0                  | 0                  | 40.00              |
| </img> 2014        | سوبر 10            | 7/16               | 4                  | 1                  | 3                  | 0                  | 0                  | 25.00              |
| </img> 2016        | الوصيف             | 2/16               | 6                  | 4                  | 2                  | 0                  | 0                  | 66.67              |
| </img>2021         | الدور قبل النهائي  | 4/16               | 6                  | 4                  | 2                  | 0                  | 0                  | 66.67              |
| </img> 2022        | تأهلت              |                    |                    |                    |                    |                    |                    |                    |
| مجموع              | عنوان واحد         | 7/7                | 38                 | 19                 | 18                 | 0                  | 1                  | 50.00              |

* نسبة الفوز لا تستبعد أي نتائج وتحسب التعادل نصف انتصار.

### كأس أبطال الكريكيت
| سجل كأس الأبطال | سجل كأس الأبطال   | سجل كأس الأبطال | سجل كأس الأبطال | سجل كأس الأبطال | سجل كأس الأبطال | سجل كأس الأبطال | سجل كأس الأبطال | سجل كأس الأبطال |
| عام             | مستدير            | موضع            |                 |                 |                 |                 |                 | يفوز ٪          |
| --------------- | ----------------- | --------------- | --------------- | --------------- | --------------- | --------------- | --------------- | --------------- |
| </img> 1998     | الربع النهائي     | 5/9             | 1               | 0               | 1               | 0               | 0               | 0.00            |
| </img> 2000     | الربع النهائي     | 7/11            | 1               | 0               | 1               | 0               | 0               | 0.00            |
| </img> 2002     | مرحلة البلياردو   | 6/12            | 2               | 1               | 1               | 0               | 0               | 50.00           |
| </img> 2004     | الوصيف            | 2/12            | 4               | 3               | 1               | 0               | 0               | 75.00           |
| </img> 2006     | مرحلة البلياردو   | 7/10            | 3               | 1               | 2               | 0               | 0               | 33.33           |
| </img> 2009     | الدور قبل النهائي | 4/8             | 4               | 2               | 2               | 0               | 0               | 50.00           |
| </img> 2013     | الوصيف            | 2/8             | 5               | 3               | 2               | 0               | 0               | 60.00           |
| </img> 2017     | الدور قبل النهائي | 3/8             | 4               | 3               | 1               | 0               | 0               | 75.00           |
| مجموع           | 0 عناوين          | 8/8             | 24              | 13              | 11              | 0               | 0               | 54.17           |

* نسبة الفوز لا تستبعد أي نتائج وتحسب التعادل نصف انتصار.

## مرتبة الشرف
- كأس العالم:
  - البطل (1): 2019
  - الوصيف (3): 1979 ، 1987 ، 1992
- كأس العالم T20 :
  - البطل (1): 2010
  - الوصيف (1): 2016
- كأس الأبطال:
  - الوصيف (2): 2004 ، 2013

## السجلات

### مباريات الاختبار

#### سجلات فريق الاختبار
- أعلى إجمالي للفريق: 903-7 ديسمبر. الخامس. أستراليا في The Oval عام 1938.
- أقل إجمالي للفريق: 45 فولت. أستراليا في سيدني عام 1886/87.
- إنجلترا هي الفريق الوحيد في تاريخ لعبة الكريكيت التجريبية الذي حقق 100 انتصار في الأدوار.

#### اختبر السجلات الفردية
- معظم المباريات: 166 اختبارا - جيمس أندرسون.[54]
- القبطان الذي خدم أطول مدة: 59 اختبارًا - اليستير كوك.

#### اختبار سجلات الضرب
- معظم الأشواط: 12472 - أليستر كوك.[55]
- أفضل متوسط: 60.73 - هربرت ساتكليف.[56]
- أعلى درجة فردية: 364 - لين هوتون ضد. أستراليا في The Oval عام 1938.
- شراكة قياسية: 411 - كولين كاودري وبيتر ماي ضد. جزر الهند الغربية في إدجباستون عام 1957.
- معظم القرون: 33 - اليستير كوك.
- معظم القرون المزدوجة: 7 - والي هاموند.
- كانت الشراكة الافتتاحية الأكثر إنتاجًا في إنجلترا هي جاك هوبز وهربرت ساتكليف. في 38 جولة ، بلغ متوسطهم 87.81 في الويكيت الأول ، مع شراكات القرن الخامس عشر و 10 آخرين من 50 أو أكثر.
- معظم البط: 38 - ستيوارت برود.[57]

#### اختبار سجلات البولينج
- معظم الويكيت: 632 - جيمس أندرسون.
- أفضل متوسط: 10.75 - جورج لومان.
- أفضل شوط البولينج: 10/53 - جيم لاكر ضد. أستراليا في أولد ترافورد عام 1956.
- أفضل لعبة بولينج: 19/90 - جيم لاكر ضد. أستراليا في أولد ترافورد عام 1956.
- أفضل معدل إضراب: 34.1 - جورج لومان.
- أفضل معدل اقتصادي: 1.31 - وليام أتويل.
- أخذ خمسة من لاعبي البولينج الإنجليز أربعة ويكيت في أكثر ، ثلاثة منهم في هيدنجلي. كانوا موريس ألوم ضد. نيوزيلندا في كرايستشيرش في 1929-1930، كينيث كرانستون ضد. جنوب أفريقيا في هيدنجلي في عام 1947، فريد تيتموس ضد. نيوزيلندا في هيدنجلي في عام 1965، كريس أولد ضد. باكستان في إدجباستون في 1978 وآندي كاديك ضد. جزر الهند الغربية في هيدنجلي في عام 2000.

#### اختبار السجلات الميدانية
- أكبر عدد تم اصطياده من قبل لاعب دفاع: 175 - اليستير كوك
- معظم حالات الفصل من العمل كصاحب نصيب: 269 - آلان نوت
- معظم حالات الطرد في الأدوار: 7 - بوب تايلور ضد. الهند في بومباي 1979/80
- أكبر عدد من حالات الفصل في المباراة: 11 - جاك راسل ضد. جنوب أفريقيا في جوهانسبرج عام 1995/1996

#### سجل الاختبار مقابل الدول الأخرى
| الخصم                                                        | م   | دبليو | إل  | تي | د  | ٪ يفوز | أول فوز        |
| ------------------------------------------------------------ | --- | ----- | --- | -- | -- | ------ | -------------- |
| أستراليا                                                     | 352 | 110   | 147 | 0  | 95 | 31.25  | 4 أبريل 1877   |
| جنوب إفريقيا                                                 | 153 | 64    | 34  | 0  | 55 | 41.83  | 13 مارس 1889   |
| الهند الغربية                                                | 160 | 51    | 58  | 0  | 51 | 31.87  | 26 يونيو 1928  |
| نيوزيلندا                                                    | 107 | 48    | 12  | 0  | 46 | 44.85  | 13 يناير 1930  |
| الهند                                                        | 130 | 49    | 31  | 0  | 50 | 37.69  | 28 يونيو 1932  |
| باكستان                                                      | 86  | 26    | 21  | 0  | 39 | 30.23  | 5 يوليو 1954   |
| سريلانكا                                                     | 36  | 17    | 8   | 0  | 11 | 47.22  | 21 فبراير 1982 |
| زيمبابوي                                                     | 6   | 3     | 0   | 0  | 3  | 50.00  | 21 مايو 2000   |
| أيرلندا                                                      | 1   | 1     | 0   | 0  | 0  | 100.00 | 26 يوليو 2019  |
| بنغلاديش                                                     | 10  | 9     | 1   | 0  | 0  | 90.00  | 25 أكتوبر 2003 |
| اكتملت السجلات للاختبار رقم 2433. آخر تحديث: 11 ديسمبر 2021. |     |       |     |    |    |        |                |

### اليوم الدولي

#### سجلات فريق ODI
- أعلى إجمالي للفريق: 481/6 (50 زائدة) v. أستراليا عند جسر ترينت عام 2018.
- أقل إجمالي للفريق: 86 (32.4 زائد) v. أستراليا في أولد ترافورد عام 2001.

#### السجلات الفردية ODI
- معظم المباريات: 223 - أوين مورغان.
- قائد الفريق الأطول إرسالًا: 124 مباراة - أوين مورغان.[59]

#### سجلات الضرب ODI
- معظم الأشواط: 6957 - أوين مورغان.
- أفضل متوسط: 51.33 - جو روت.
- أفضل معدل إضراب: 118.66 - جوس باتلر.
- أعلى درجة فردية: 180 - جايسون روي ضد. أستراليا في ملعب ملبورن للكريكيت عام 2018.
- شراكة قياسية: 256 * - أليكس هيلز وجيسون روي ضد. سريلانكا في Edgbaston عام 2016.
- معظم القرون: 16 - جو روت.
- معظم البط: 13 - ماركوس تريسكوثيك وأليك ستيوارت وإوين مورغان وجوس باتلر.

#### سجلات البولينج ODI
- معظم الويكيت: 269 - جيمس أندرسون.
- أفضل متوسط: 19.45 - مايك هندريك.
- أفضل بولينج: 6/31 - بول كولينجوود ضد. بنغلاديش عند جسر ترينت في 2005.
- أفضل معدل إضراب: 32.7 - أندرو فلينتوف.
- أفضل معدل اقتصادي: 3.27 - مايك هندريك.

#### سجلات ODI الميدانية
- أكثر ما يمسك به لاعب دفاع: 108 - بول كولينجوود.
- معظم حالات الفصل من العمل كصاحب نصيب: 213 - جوس باتلر.
- أكبر عدد من حالات الفصل في المباراة: 6 - أليك ستيوارت ضد. زيمبابوي في أولد ترافورد عام 2000 ؛ مات بريور ضد. جنوب إفريقيا عند جسر ترينت في عام 2008 ؛ جوس باتلر ضد. جنوب إفريقيا في The Oval في عام 2013.

#### سجل ODI مقابل الدول الأخرى
| v. Test nations |     |    |    |   |   |        |                  |
| أفغانستان | 2   | 2  | 0  | 0 | 0 | 100.00 | 13 March 2015    |
| أستراليا | 152 | 63 | 84 | 2 | 3 | 42.95  | 24 August 1972   |
| بنغلاديش | 21  | 17 | 4  | 0 | 0 | 80.95  | 5 October 2000   |
| الهند | 103 | 43 | 55 | 2 | 3 | 44     | 13 July 1974     |
| أيرلندا | 13  | 10 | 2  | 0 | 1 | 83.33  | 13 June 2006     |
| نيوزيلندا | 91  | 41 | 43 | 3 | 4 | 48.83  | 18 July 1973     |
| باكستان | 91  | 56 | 32 | 0 | 3 | 63.63  | 23 December 1977 |
| جنوب إفريقيا | 63  | 28 | 30 | 1 | 4 | 48.30  | 12 March 1992    |
| سريلانكا | 76  | 37 | 36 | 1 | 2 | 50.67  | 13 February 1982 |
| الهند الغربية | 102 | 52 | 44 | 0 | 6 | 54.16  | 5 September 1973 |
| زيمبابوي | 30  | 21 | 8  | 0 | 1 | 72.41  | 7 January 1995   |
| v. Associate Members |     |    |    |   |   |        |                  |
| كندا | 2   | 2  | 0  | 0 | 0 | 100.00 | 13 June 1979     |
| [[تصنيف:صفحات تستخدم رمز علم غير موجود\|]] East Africa                                                                     | 1   | 1  | 0  | 0 | 0 | 100.00 | 14 June 1975     |
| كينيا | 2   | 2  | 0  | 0 | 0 | 100.00 | 18 May 1999      |
| ناميبيا | 1   | 1  | 0  | 0 | 0 | 100.00 | 19 February 2003 |
| هولندا | 3   | 3  | 0  | 0 | 0 | 100.00 | 22 February 1996 |
| إسكتلندا | 5   | 3  | 1  | 0 | 1 | 75.00  | 19 June 2010     |
| الإمارات العربية المتحدة                                                                                                   | 1   | 1  | 0  | 0 | 0 | 100.00 | 18 February 1996 |
| Records complete to ODI #4303. Last updated 13 July 2021. Win percentages exclude no-results and count ties as half a win. |     |    |    |   |   |        |                  |

### T20 الدولية
حيثما ينطبق ذلك ، يتم تطبيق ما لا يقل عن 10 جولات ضاربة أو 100 كرة رمية. تشمل الأرقام الألعاب حتى 10 نوفمبر 2021.

#### سجلات فريق T20I
- أعلى مجموع فريق: 241/3 v. نيوزيلندا في ماكلين بارك في عام 2019.
- إجمالي أقل فريق: 80 فولت. الهند في كولومبو (RPS) في عام 2012.

#### السجلات الفردية T20I
- معظم التطابقات: 113 - أوين مورغان.
- قائد الفريق الأطول خدمة: 70 مباراة - أوين مورغان.

#### سجلات الضرب T20I
- معظم الأشواط: 2428 - أوين مورغان.
- أفضل متوسط: 41.30 - داويد مالان.
- أفضل معدل إضراب: 144.93 - جايسون روي.
- أعلى درجة فردية: 116 * - أليكس هالس ضد. سريلانكا في شيتاغونغ عام 2014.
- شراكة قياسية: 182 - داويد مالان وإوين مورغان ضد. نيوزيلندا في ماكلين بارك في عام 2019.
- معظم القرون: 1 - أليكس هالس ، داويد مالان ، ليام ليفينغستون، جوس باتلر.
- معظم البط: 9 - لوك رايت.

#### سجلات البولينج T20I
- معظم الويكيت: 79 - كريس جوردان.
- أفضل متوسط: 16.84 - غرايم سوان.
- أفضل بولينج: 4/2 - عادل راشد ق. جزر الهند الغربية في دبي عام 2021.
- أفضل معدل إضراب: 13.8 - بول كولينجوود.
- أفضل معدل اقتصادي: 6.36 - غرايم سوان.

#### التسجيل الميداني T20I
- أكبر عدد من المصيد من قبل لاعب: 46 - أوين مورغان.
- معظم عمليات الفصل كحارس نصيب: 47 - جوس باتلر.
- معظم عمليات الفصل في الأدوار: 4 - مات بريور ضد. جنوب أفريقيا في كيب تاون عام 2007.

#### سجل T20I مقابل الدول الأخرى
| الخامس. دول الاختبار |    |    |    |   |   |   |        |                |
| أفغانستان</img> أفغانستان | 2  | 2  | 0  | 0 | 0 | 0 | 100.00 | 21 سبتمبر 2012 |
| أستراليا</img> أستراليا | 20 | 9  | 10 | 0 | 0 | 1 | 47.37  | 13 يونيو 2005  |
| بنغلاديش</img> بنغلاديش | 1  | 1  | 0  | 0 | 0 | 0 | 100.00 | 27 أكتوبر 2021 |
| الهند</img> الهند | 19 | 9  | 10 | 0 | 0 | 0 | 47.36  | 14 يونيو 2009  |
| أيرلندا</img> أيرلندا | 1  | 0  | 0  | 0 | 0 | 1 | -      |                |
| نيوزيلندا</img> نيوزيلندا | 22 | 12 | 8  | 1 | 0 | 1 | 59.52  | 5 فبراير 2008  |
| باكستان</img> باكستان | 21 | 13 | 6  | 1 | 0 | 1 | 67.50  | 7 يونيو 2009   |
| جنوب إفريقيا</img> جنوب إفريقيا | 22 | 11 | 10 | 0 | 0 | 1 | 52.38  | 13 نوفمبر 2009 |
| سريلانكا</img> سريلانكا | 13 | 9  | 4  | 0 | 0 | 0 | 69.23  | 13 مايو 2010   |
| الهند الغربية</img> الهند الغربية | 19 | 8  | 11 | 0 | 0 | 0 | 42.11  | 29 يونيو 2007  |
| زيمبابوي</img> زيمبابوي | 1  | 1  | 0  | 0 | 0 | 0 | 100.00 | 13 سبتمبر 2007 |
| الخامس. الأعضاء المنتسبين |    |    |    |   |   |   |        |                |
| هولندا</img> هولندا | 2  | 0  | 2  | 0 | 0 | 0 | 0.00   |                |
| اكتملت السجلات حتى T20I # 1415، 10 نوفمبر 2021. يشير T + W و T + L إلى المباريات المتعادلة ثم الفوز أو الخسارة في الشوط الفاصل (مثل Super Over). تستبعد النسب المئوية للفوز عدم وجود نتائج وتحسب التعادل (بغض النظر عن كسر التعادل) كنصف ربح. |    |    |    |   |   |   |        |                |

### معظم مظاهر إنجلترا
تُظهر هذه القوائم اللاعبين الخمسة (أو أولئك الذين تعادلوا في المركز الخامس) الأكثر ظهورًا مع إنجلترا في كل شكل من أشكال اللعبة. القوائم صحيحة حتى المباريات التي تبدأ في 10 نوفمبر 2021.
- † = اللاعبون المتاحون للاختيار والذين مثلوا إنجلترا بالصيغة خلال الـ 12 شهرًا الماضية.

| معظم قبعات الاختبار | معظم قبعات الاختبار |
| ------------------- | ------------------- |
| 166                 | جيمس أندرسون †      |
| 161                 | اليستير كوك         |
| 149                 | ستيوارت برود †      |
| 133                 | أليك ستيوارت        |
| 118                 | ايان بيل            |
| 118                 | جراهام جوتش         |

| معظم قبعات ODI | معظم قبعات ODI |
| -------------- | -------------- |
| 223            | اوين مورغان †  |
| 197            | بول كولينجوود  |
| 194            | جيمس أندرسون   |
| 170            | أليك ستيوارت   |
| 161            | ايان بيل       |

| معظم قبعات T20I | معظم قبعات T20I |
| --------------- | --------------- |
| 113             | اوين مورغان †   |
| 88              | جوس باتلر †     |
| 71              | كريس جوردان †   |
| 68              | عادل راشد †     |
| 63              | جوني بايرستو †  |

## فريق
يسرد هذا جميع اللاعبين النشطين الذين لعبوا مع إنجلترا العام الماضي (منذ 1 نوفمبر 2020) والأشكال التي لعبوا بها ، وأي لاعبين (بخط مائل) خارج هذه المعايير تم اختيارهم في أحدث تشكيلة للفريق. أو لديك شكل من أشكال العقد المركزي. لعب معين علي بجميع أشكال اللعبة على مدار العام الماضي ولكنه أعلن منذ ذلك الحين اعتزاله لعبة الكريكيت التجريبية.
يقدم البنك المركزي الأوروبي عددًا من العقود المركزية في سبتمبر من كل عام للاعبي إنجلترا الذين يعتقد المحددون أنهم سيشكلون جوهر الفريق. يمكن للاعبين الآخرين الذين يلعبون ما يكفي من الألعاب خلال العام الحصول على عقود إضافية ، وهناك أيضًا عقود تطوير لعبة البولينج للاعبي البولينج السريعة الواعدة.
- S / N [63] = رقم القميص
- C / T [64] = نوع العقد (مركزي / تزايدي / سرعة)

| Name             | Age     | Batting style | Bowling style                | Domestic team   | C/T     | Forms           | S/N     | Captaincy               | Last Test          | Last ODI          | Last T20I         |
| Batters          | Batters | Batters       | Batters                      | Batters         | Batters | Batters         | Batters | Batters                 | Batters            | Batters           | Batters           |
| ---------------- | ------- | ------------- | ---------------------------- | --------------- | ------- | --------------- | ------- | ----------------------- | ------------------ | ----------------- | ----------------- |
| Rory Burns       | 34      | Left-handed   | Right-arm medium             | Surrey          | C       | Test            | 27      |                         | أستراليا 2021      | –                 | –                 |
| Zak Crawley      | 27      | Right-handed  | Right-arm off break          | Kent            | C       | Test, ODI       | 56      |                         | الهند 2021         | باكستان 2021      | –                 |
| Ben Duckett      | 30      | Left-handed   | Right-arm off break          | Nottinghamshire | –       | ODI             | 45      |                         | الهند 2016         | بنغلاديش 2016     | باكستان 2019      |
| Haseeb Hameed    | 28      | Right-handed  | Right-arm leg spin           | Nottinghamshire | –       | Test            | 97      |                         | أستراليا 2021      | –                 | –                 |
| Dan Lawrence     | 27      | Right-handed  | Right-arm off break          | Essex           | –       | Test, ODI       | 68      |                         | الهند 2021         | –                 | –                 |
| Dawid Malan      | 37      | Left-handed   | Right-arm leg spin           | Yorkshire       | C       | Test, ODI, T20I | 29      |                         | أستراليا 2021      | باكستان 2021      | نيوزيلندا 2021    |
| Eoin Morgan      | 38      | Left-handed   | Right-arm medium             | Middlesex       | C       | ODI, T20I       | 16      | ODI and T20I (C)        | باكستان 2012       | SL 2021           | نيوزيلندا 2021    |
| Ollie Pope       | 27      | Right-handed  | –                            | Surrey          | C       | Test            | 80      |                         | أستراليا 2021      | –                 | –                 |
| Joe Root         | 34      | Right-handed  | Right-arm off break/leg spin | Yorkshire       | C       | Test, ODI       | 66      | Test (C)                | أستراليا 2021      | SL 2021           | باكستان 2019      |
| Jason Roy        | 34      | Right-handed  | Right-arm medium             | Surrey          | C       | ODI, T20I       | 20      |                         | أستراليا 2019      | SL 2021           | جنوب إفريقيا 2021 |
| Phil Salt        | 28      | Right-handed  | Right-arm medium             | Sussex          | –       | ODI             | 61      |                         | –                  | باكستان 2021      | –                 |
| Dom Sibley       | 29      | Right-handed  | Right-arm off break          | Warwickshire    | –       | Test            | 52      |                         | الهند 2021         | –                 | –                 |
| James Vince      | 34      | Right-handed  | Right-arm medium             | Hampshire       | –       | ODI, T20I       | 14      |                         | نيوزيلندا 2018     | باكستان 2021      | نيوزيلندا 2019    |
| All-rounders     |         |               |                              |                 |         |                 |         |                         |                    |                   |                   |
| Moeen Ali        | 37      | Left-handed   | Right-arm off break          | Worcestershire  | C       | ODI, T20I       | 18      |                         | الهند 2021         | SL 2021           | نيوزيلندا 2021    |
| Liam Livingstone | 31      | Right-handed  | Right-arm leg spin/off break | Lancashire      | I       | ODI, T20I       | 23      |                         | –                  | SL 2021           | نيوزيلندا 2021    |
| Sam Curran       | 26      | Left-handed   | Left-arm medium-fast         | Surrey          | C       | Test, ODI, T20I | 58      |                         | الهند 2021         | SL 2021           | SL 2021           |
| Lewis Gregory    | 32      | Right-handed  | Right-arm fast-medium        | Somerset        | –       | ODI, T20I       | 31      |                         | –                  | باكستان 2021      | باكستان 2021      |
| Will Jacks       | 26      | Right-handed  | Right-arm off break          | Surrey          | –       | ODI             | 85      |                         | –                  | –                 | –                 |
| Ben Stokes       | 33      | Left-handed   | Right-arm fast-medium        | Durham          | C       | Test, ODI, T20I | 55      |                         | أستراليا 2021      | باكستان 2021      | الهند 2021        |
| David Willey     | 35      | Left-handed   | Left-arm fast-medium         | Yorkshire       | –       | ODI, T20I       | 15      |                         | –                  | SL 2021           | باكستان 2021      |
| Chris Woakes     | 36      | Right-handed  | Right-arm fast-medium        | Warwickshire    | C       | Test, ODI, T20I | 19      |                         | أستراليا 2021      | SL 2021           | نيوزيلندا 2021    |
| Wicket-keepers   |         |               |                              |                 |         |                 |         |                         |                    |                   |                   |
| Jonny Bairstow   | 35      | Right-handed  | –                            | Yorkshire       | C       | Test, ODI, T20I | 51      |                         | الهند 2021         | SL 2021           | نيوزيلندا 2021    |
| Sam Billings     | 33      | Right-handed  | –                            | Kent            | –       | ODI, T20I       | 7       |                         | –                  | SL 2021           | نيوزيلندا 2021    |
| James Bracey     | 27      | Left-handed   | Right-arm medium             | Gloucestershire | –       | Test            | 90      |                         | نيوزيلندا 2021     | –                 | –                 |
| Jos Buttler      | 34      | Right-handed  | –                            | Lancashire      | C       | Test, ODI, T20I | 63      | Test, ODI and T20I (VC) | أستراليا 2021      | الهند 2021        | نيوزيلندا 2021    |
| Ben Foakes       | 32      | Right-handed  | –                            | Surrey          | –       | Test            | 50      |                         | الهند 2021         | أيرلندا 2019      | باكستان 2019      |
| John Simpson     | 36      | Left-handed   | –                            | Middlesex       | –       | ODI             | 36      |                         | –                  | باكستان 2021      | –                 |
| Pace bowlers     |         |               |                              |                 |         |                 |         |                         |                    |                   |                   |
| James Anderson   | 42      | Left-handed   | Right-arm fast-medium        | Lancashire      | C       | Test            | 9       |                         | الهند 2021         | أفغانستان 2015    | جنوب إفريقيا 2009 |
| Jofra Archer     | 29      | Right-handed  | Right-arm fast               | Sussex          | C       | Test, T20I      | 22      |                         | الهند 2021         | أستراليا 2020     | الهند 2021        |
| Jake Ball        | 34      | Right-handed  | Right-arm fast-medium        | Nottinghamshire | –       | ODI             | 28      |                         | أستراليا 2017      | أستراليا 2018     | الهند 2018        |
| Stuart Broad     | 38      | Left-handed   | Right-arm fast-medium        | Nottinghamshire | C       | Test            | 8       |                         | الهند 2021         | جنوب إفريقيا 2016 | هولندا 2014       |
| Brydon Carse     | 29      | Right-handed  | Right-arm fast-medium        | Durham          | –       | ODI             | 92      |                         | –                  | باكستان 2021      | –                 |
| Tom Curran       | 30      | Right-handed  | Right-arm fast-medium        | Surrey          | I       | ODI, T20I       | 59      |                         | أستراليا 2018      | الهند 2021        | باكستان 2021      |
| Tom Helm         | 30      | Right-handed  | Right-arm fast-medium        | Middlesex       | –       | ODI             | 46      |                         | –                  | –                 | –                 |
| Chris Jordan     | 36      | Right-handed  | Right-arm fast-medium        | Sussex          | I       | T20I            | 34      |                         | الهند الغربية 2015 | جنوب إفريقيا 2020 | نيوزيلندا 2021    |
| Saqib Mahmood    | 28      | Right-handed  | Right-arm fast               | Lancashire      | P       | ODI, T20I       | 25      |                         | –                  | باكستان 2021      | باكستان 2021      |
| Tymal Mills      | 32      | Right-handed  | Left-arm fast                | Sussex          | –       | T20I            | 72      |                         | –                  | –                 | SL 2021           |
| Craig Overton    | 30      | Right-handed  | Right-arm fast-medium        | Somerset        | P       | Test, ODI       | 32      |                         | الهند 2021         | باكستان 2021      | –                 |
| David Payne      | 34      | Right-handed  | Left-arm fast-medium         | Gloucestershire | –       | ODI             | 88      |                         | –                  | –                 | –                 |
| Ollie Robinson   | 31      | Right-handed  | Right-arm fast-medium        | Sussex          | C       | Test            | 57      |                         | أستراليا 2021      | –                 | –                 |
| Olly Stone       | 31      | Right-handed  | Right-arm fast               | Warwickshire    | P       | Test            | 26      |                         | الهند 2021         | SL 2018           | –                 |
| Reece Topley     | 31      | Right-handed  | Left-arm fast-medium         | Surrey          | –       | ODI, T20I       | 38      |                         | –                  | الهند 2021        | جنوب إفريقيا 2016 |
| Mark Wood        | 35      | Right-handed  | Right-arm fast               | Durham          | C       | Test, ODI, T20I | 33      |                         | أستراليا 2021      | SL 2021           | نيوزيلندا 2021    |
| Spin bowlers     |         |               |                              |                 |         |                 |         |                         |                    |                   |                   |
| Dom Bess         | 27      | Right-handed  | Right-arm off break          | Yorkshire       | I       | Test            | 47      |                         | الهند 2021         | –                 | –                 |
| Danny Briggs     | 33      | Right-handed  | Slow left-arm orthodox       | Warwickshire    | –       | ODI             | 54      |                         | –                  | باكستان 2012      | أستراليا 2014     |
| Jack Leach       | 33      | Left-handed   | Slow left-arm orthodox       | Somerset        | C       | Test            | 77      |                         | أستراليا 2021      | –                 | –                 |
| Matt Parkinson   | 28      | Right-handed  | Right-arm leg spin           | Lancashire      | –       | ODI, T20I       | 70      |                         | –                  | باكستان 2021      | باكستان 2021      |
| Adil Rashid      | 37      | Right-handed  | Right-arm leg spin           | Yorkshire       | C       | ODI, T20I       | 95      |                         | الهند الغربية 2019 | SL 2021           | نيوزيلندا 2021    |

## الجهاز الفني
- مدير لعبة الكريكيت : اشلي جايلز.
- المدير الفني للمنتخب : كريس سيلفروود.
- مساعد مدرب : جراهام ثورب.
- مساعد مدرب : بول كولينجوود.
- مدرب الضرب : ماركوس تريسكوثيك.
- تدور مدرب البولينج : جيتان باتيل.
- مدرب البولينج بيس : جون لويس.
- مدرب ميداني : كارل هوبكنسون.
- مدرب حفظ الويكيت : جيمس فوستر.

## لاعب الكريكيت الإنجليزي للرجال لهذا العام
في بداية كل موسم ، يقدم البنك المركزي الأوروبي جائزة أفضل لاعب كريكيت للرجال في إنجلترا «لتقدير الأداء المتميز في جميع أشكال لعبة الكريكيت الدولية خلال العام الماضي»،  التصويت عليها من قبل أعضاء وسائط الكريكيت.
الفائزون السابقون بهذه الجائزة هم:
- 2006/07: أندرو فلينتوف [67]
- 2007/08: إيان بيل
- 2008/09: كيفن بيترسن
- 2009/10: غرايم سوان [68]
- 2010/11: جوناثان تروت [69]
- 2011/12: جيمس أندرسون [70]
- 2012/13: مات بريور [71]
- 2013/14: إيان بيل [65]
- 2014/15: جو روت [72]
- 2015/16: جو روت [73]

## أهلية اللاعبين
يمثل فريق الكريكيت الإنجليزي إنجلترا وويلز. ومع ذلك ، بموجب لوائح المحكمة الجنائية الدولية  يمكن للاعبين التأهل للعب لبلد ما حسب الجنسية أو مكان الميلاد أو الإقامة ، لذلك (كما هو الحال مع أي فريق رياضي وطني) يكون بعض الأشخاص مؤهلين للعب لأكثر من فريق واحد. تنص لوائح البنك المركزي الأوروبي  أنه لكي يلعب لمنتخب إنجلترا ، يجب أن يكون اللاعب مواطنًا بريطانيًا، وإما أن يكون قد ولد في إنجلترا أو ويلز ، أو عاش في إنجلترا أو ويلز لمدة ثلاث سنوات. وقد أدى ذلك إلى أن يصبح اللاعبون الذين يحملون جنسيات أخرى مؤهلين للعب في إنجلترا. تباينت فترة التأهيل لمن ولدوا خارج إنجلترا وويلز في الماضي ، ولكن في نوفمبر 2018 أعلن البنك المركزي الأوروبي أنه سيتم تخفيض الفترة إلى ثلاث سنوات في جميع الظروف ، بما يتماشى مع لوائح غرفة التجارة الدولية.
من الفريق الحالي، ولد جايسون روي لأبوين بريطانيين في جنوب إفريقيا، لذلك كان عليه أن يفي بمتطلبات الإقامة. بالإضافة إلى ذلك، يحمل كريس جوردن، بن ستوكس، وتوم كوران الجنسية البريطانية، وقد عاشوا في إنجلترا منذ شبابهم. بينما يحمل اوين مورغان أيضًا الجنسية الأيرلندية. ولد شقيق كوران الأصغر، سام، في المملكة المتحدة، لذلك لم يكن مضطرًا للخضوع لفترة تأهيل. جوفرا آرتشر، على الرغم من أنه ولد في باربادوس من أم بربادوس، إلا أنه مؤهل من خلال والده الإنجليزي.
تسمح لوائح غرفة التجارة الدولية أيضًا للاعبي الكريكيت الذين يمثلون الدول المنتسبة (أي التي لا تمارس الاختبار) بالانتقال إلى دولة تمارس الاختبار، بشرط استيفاء متطلبات الجنسية. شهد هذا في السنوات الأخيرة انتقال اللاعبين الدوليين الأيرلنديين إد جويس، بويد رانكين، وإوين مورغان لتمثيل إنجلترا، بينما لعب غافين هاميلتون سابقًا مع اسكتلندا. على الرغم من أن جويس، رانكين، وهاملتون تمكنوا لاحقًا من إعادة التأهل وتمثيل البلدان التي ولدوا فيها.

## روابط خارجية
- منتخب إنجلترا للكريكت على موقع ميوزك برينز (الإنجليزية)

.
- الموقع الرسمي
.

### فهرس
- Waghorn، H. T. (1899). Cricket Scores, Notes, etc. (1730–1773). Blackwood.